# Deutz-Fahr

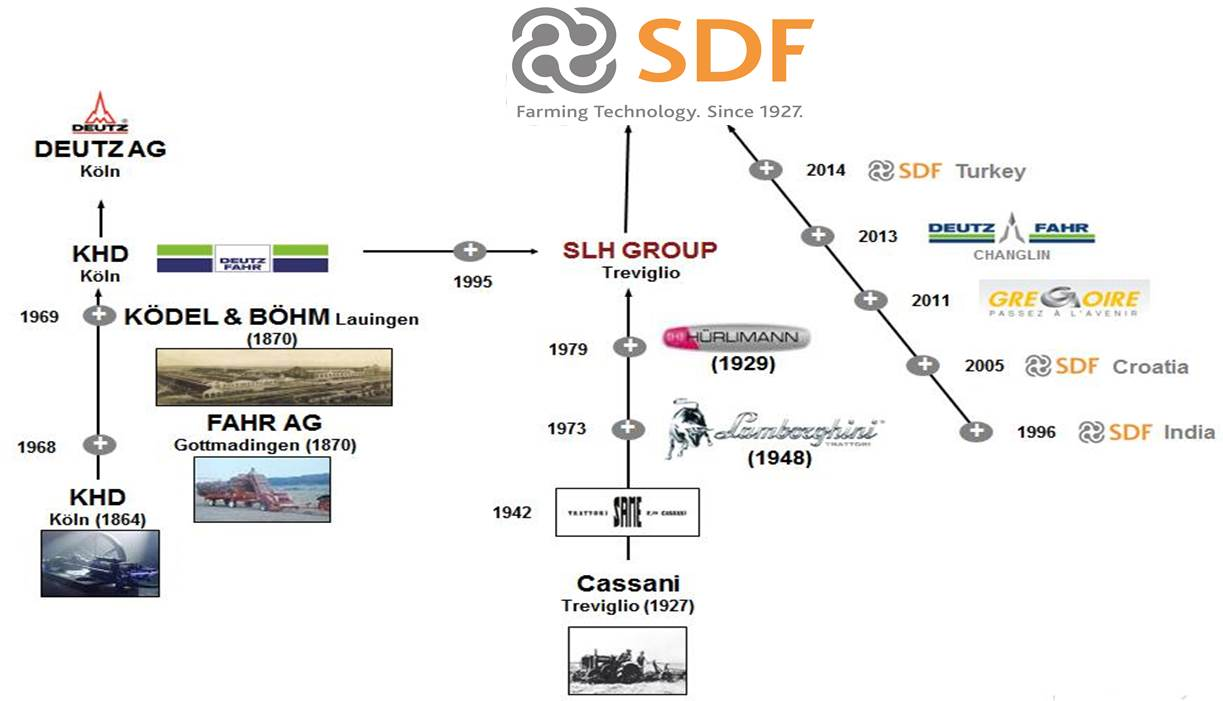

Deutz-Fahr ist eine deutsche Landmaschinen- und Traktorenmarke. Die Marke ging aus dem Landtechnik-Bereich der Klöckner-Humboldt-Deutz AG (KHD), dem Traktorenhersteller Fahr und dem Dreschmaschinenhersteller Ködel & Böhm hervor. Seit 1995 gehört Deutz-Fahr zum italienischen Unternehmen SDF (vormals SAME DEUTZ-FAHR).
Die Traktoren der Baureihen Agrotron Serie 6.4, Serie 6, Serie 7, Serie 8 und Serie 9 werden im Werk in Lauingen, das 2017 unter dem Namen Deutz-Fahr Land eröffnet wurde, für den Weltmarkt produziert.

## Geschichte

### Anfänge und Geschichte von DEUTZ
Die Ursprünge von DEUTZ-FAHR reichen bis 1864 zurück, als Nikolaus August Otto und Eugen Langen in Köln das erste Motorenwerk der Welt gründeten. Unter dem Namen Gasmotoren-Fabrik Deutz AG entwickelte sich das Unternehmen rasch und beschäftigte bedeutende Ingenieure wie Gottlieb Daimler und Wilhelm Maybach. Anfangs auf stationäre Motoren spezialisiert, folgte später der Einstieg in mobile Antriebstechnik.
Mit dem „Deutzer Trekker“ von 1919 entstand ein früher Versuch eines Traktors. Der eigentliche Durchbruch gelang in den 1930er-Jahren mit dem F2M 315 und dem erfolgreichen F1M 414 („Elfer-Deutz“), von dem über 12.000 Stück gefertigt wurden.

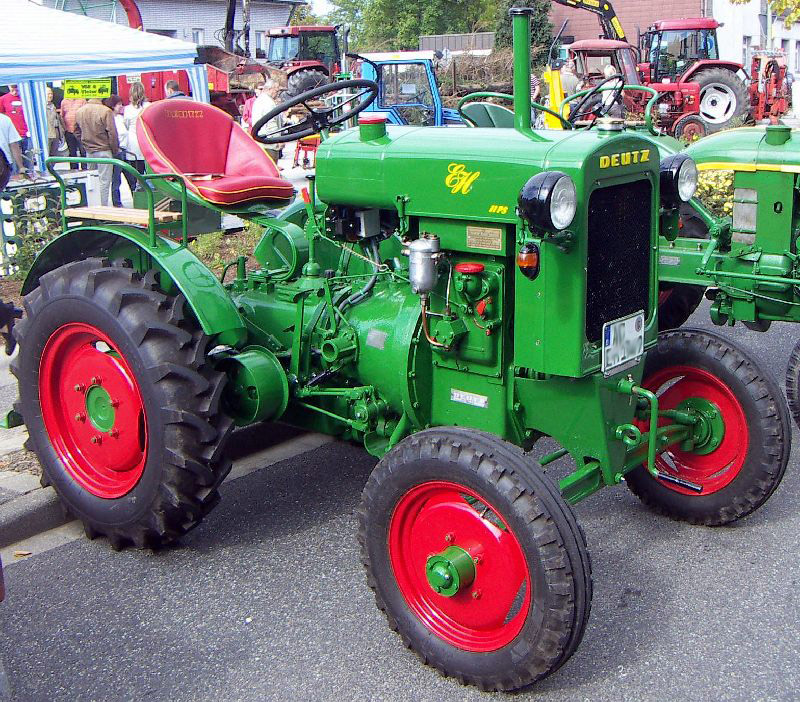
Deutz Elfer (F1M 414/46) mit 11 PS.

Während des Zweiten Weltkriegs stellte Deutz auf Holzgasschlepper um. Der Wiederaufbau begann 1946, 1950 folgte mit dem FL 514 ein robuster luftgekühlter Traktor. Die D-Reihe ab 1957 führte modernes Design und stärkere Motoren ein.
Mit der Baureihe 05 (ab Mitte der 1960er-Jahre) wurden Standards für Modularität und Antriebstechnik gesetzt. 1970 folgte die Übernahme von Fahr und die Markenbildung DEUTZ-FAHR. Modelle wie die DX-Serie oder das INTRAC-System zeugten vom Innovationsdrang.

### Anfänge und Geschichte von FAHR

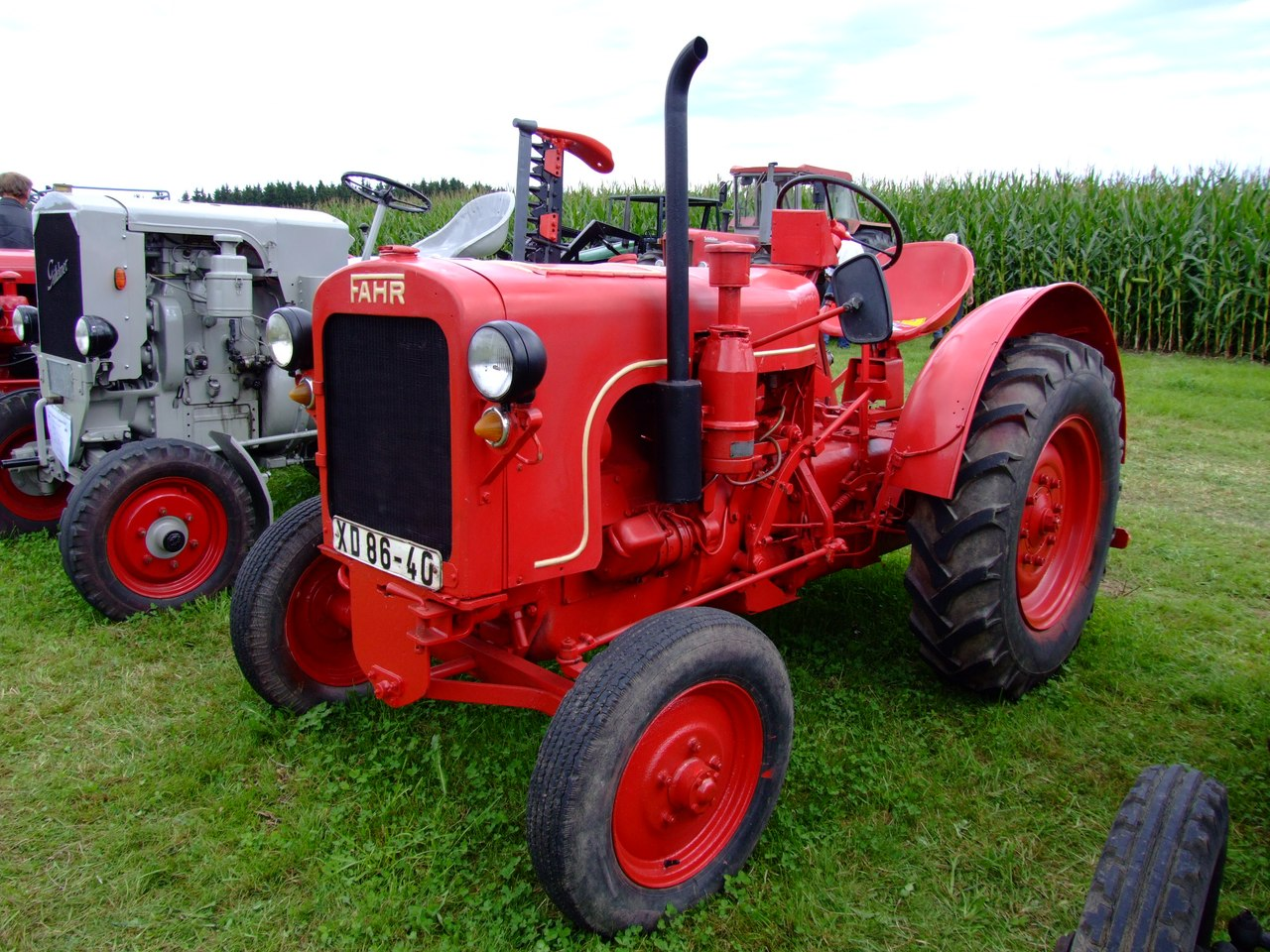
Einer der ersten Fahr-Schlepper des Typs F 22 mit 22 PS.

Die Maschinenfabrik Fahr wurde 1870 von Johann Georg Fahr in Gottmadingen gegründet. Eines der bedeutendsten Produkte des Unternehmens war der 1911 produzierte Selbstbinder. Der erste Traktor, der Fahr F22, wurde 1938 nach einer Idee von Wilfred Fahr und Bernhard Flerlage gebaut und war mit einem 22 PS (16 kW) starken Deutz F2M414 Zweizylinder-Dieselmotor ausgestattet.
Dieses erste Modell wurde 1940 zum Fahr T22 weiterentwickelt, gefolgt vom Fahr Holzgasschlepper HG25 im Jahr 1942. Nach dem Ende des Zweiten Weltkriegs passte sich das Unternehmen an die veränderten Bedürfnisse an und erweiterte sein Produktprogramm. Zu den Modellen dieser Zeit gehörten unter anderem der Fahr D30 W (1949), der Fahr D15 (1949), der Fahr D12N (1953), der Fahr D17N (1953), der Fahr D90 (1954) und der Fahr D180H (1954).
1961 übernahm die Klöckner-Humboldt-Deutz AG (KHD) zunächst 25 % der Anteile an Fahr. Die vollständige Übernahme der Werke und Geschäftsaktivitäten erfolgte im Jahr 1977.

### SAME-Übernahme und Entwicklungen ab 1990
Nach einer gescheiterten Expansion in die USA übernahm 1995 die italienische SAME-Gruppe die Landtechnik von KHD. Die Marke DEUTZ-FAHR wurde unter dem neuen Dach der SDF-Gruppe weitergeführt, der Standort Lauingen blieb erhalten. Mit Baureihen wie Agrotron und Agrotron-TTV stieg DEUTZ-FAHR in neue Leistungsklassen auf. 2017 wurde in Lauingen ein hochmodernes Traktorenwerk eröffnet. Unter dem Namen „Deutz-Fahr Land“ entstehen dort Großtraktoren mit bis zu 336 PS.

## Traktoren

### Modelle der Anfangsjahre

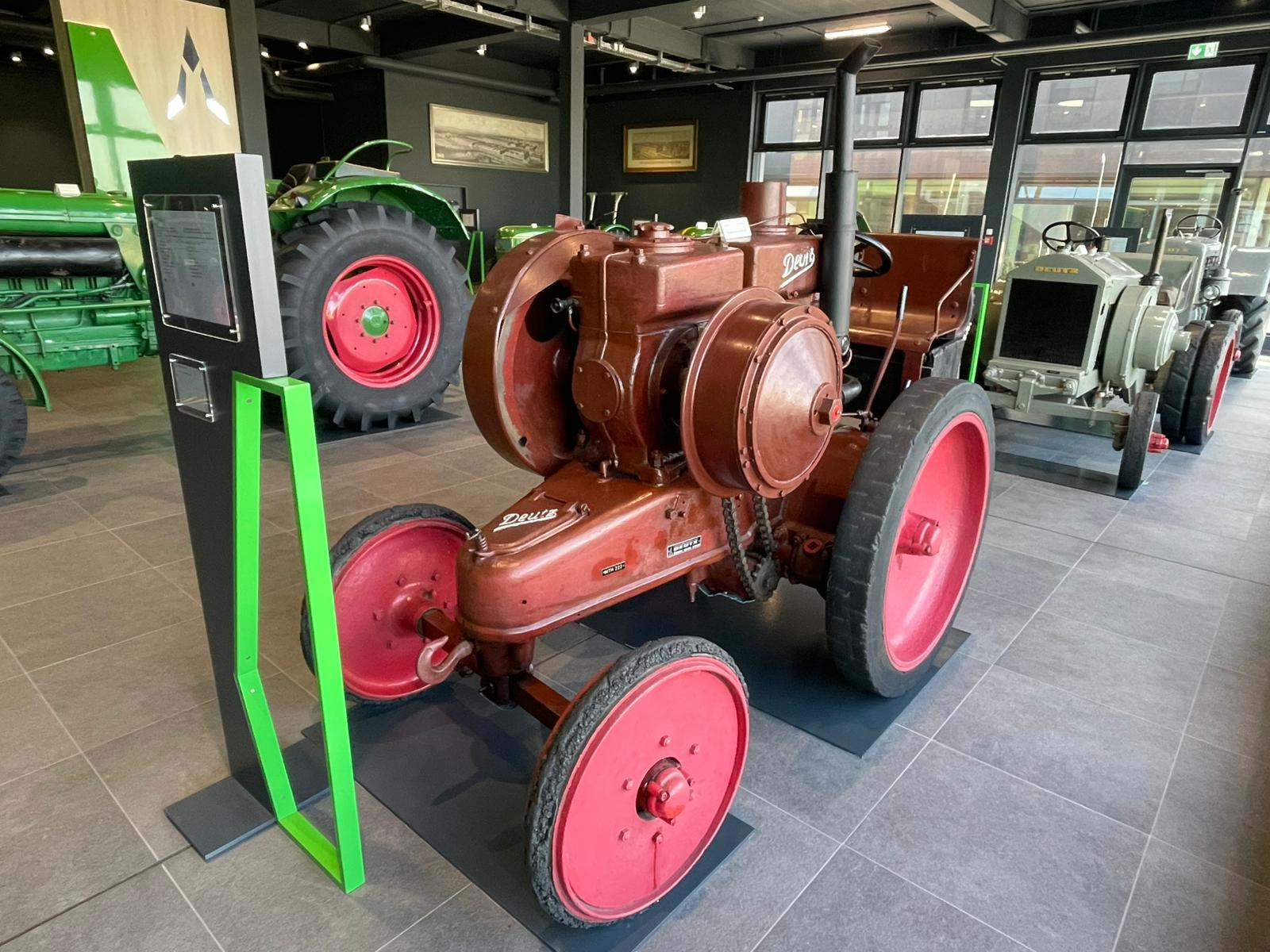
Deutz MTH 222, einzylindriger Halbdieseltraktor, ausgestellt im Deutz-Fahr-Museum.

Bereits ab 1907 testete Deutz erste Zugmaschinen, etwa einen 25-PS-Automobilpflug. 1919 entstand der „Deutzer Trekker“, eine Artilleriezugmaschine mit 40 PS, jedoch ohne breite Marktverbreitung. Mit den MTH-Modellen (z. B. MTH 222) begann 1926 die Serienproduktion von Dieselschleppern. Ab 1929 folgten die MTZ-Typen mit bis zu 36 PS und verbesserter Fahrtechnik – rund 2.000 Exemplare wurden gebaut. Die F2M- und F3M-Baureihen dominierten die Zwischenkriegszeit. Der F2M 315 war ein robuster Stahlschlepper mit 28 PS. Für schwerere Arbeiten folgten leistungsstärkere Typen wie der F3M 317 (50 PS) und F2M 417. Der ab 1936 gebaute F1M 414 war ein kompakter, vielseitiger Einzylinder-Traktor mit 11–12 PS und entwickelte sich zum Erfolgsmodell für Kleinbetriebe. Bis 1953 wurden fast 19.000 Stück gebaut. Mit dem FL 514 begann Deutz nach dem Krieg den Übergang zur luftgekühlten Motorentechnik – ein Merkmal, das viele nachfolgende Baureihen prägen sollte.

### 514er-Reihe und Entwicklung der Deutz-Motoren

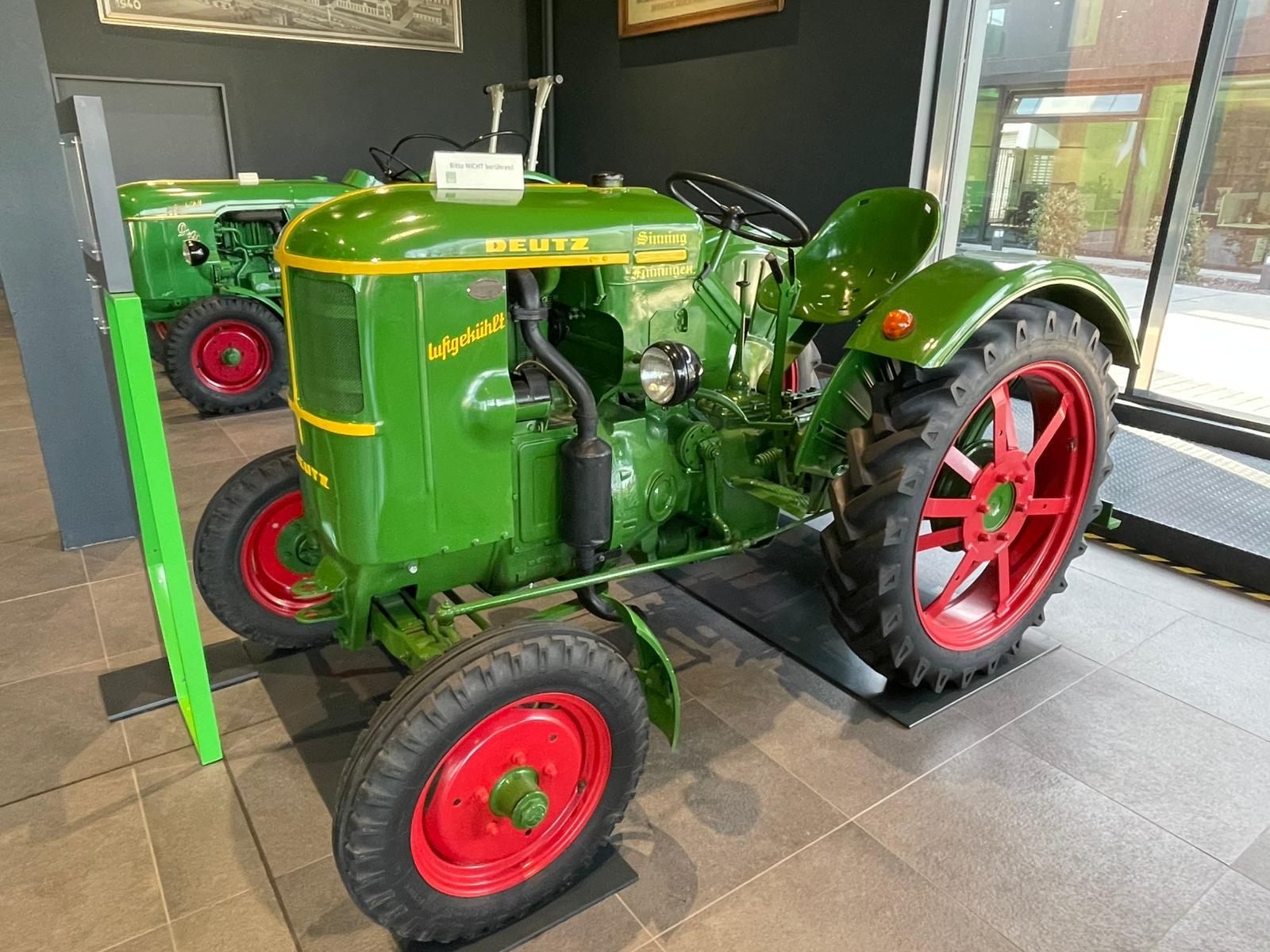
Deutz F1L 514 mit luftgekühltem Einzylinder-Dieselmotor.

Ab den 1950er-Jahren setzte Deutz als einer der ersten Hersteller weltweit serienmäßig luftgekühlte Dieselmotoren in Traktoren ein. Diese Technik reduzierte den Wartungsaufwand und bewährte sich insbesondere unter extremen klimatischen Bedingungen. Der 1950 eingeführte F1L 514 mit 15 PS wurde mit rund 37.000 Einheiten zum meistverkauften Modell der Baureihe. In der Folge entstanden leistungsstärkere Varianten wie der F2L 514 mit zunächst 28, später bis zu 50 PS. Die Baureihe wurde kontinuierlich erweitert und bot verschiedene Varianten wie Universal-, Normalrad- und Hochradschlepper. Der F3L 514 mit drei Zylindern erreichte rund 17.000 produzierte Einheiten und wurde auch im Ausland in Lizenz gefertigt, unter anderem in Argentinien. Ergänzend entwickelte Deutz die kompakten Modelle F1L 612 und F2L 612 für kleinere Betriebe sowie ab 1957 den F2L 712 mit verbesserter Motorcharakteristik. Parallel wurden auch Raupenschlepper mit Leistungen von 60 bis 90 PS gefertigt, von denen über 15.000 Stück insbesondere in der Landwirtschaft und im Bauwesen zum Einsatz kamen.
Die Entwicklung der Deutz-Motoren begann 1926 mit Dieselmotoren auf Basis der Vorkammerverbrennung. Ein wesentlicher Fortschritt war der luftgekühlte FL 514 mit Wirbelkammertechnik nach Harry Ricardo. Spätere Baureihen wie FL 712, FL 812 und FL 912 zeichneten sich durch kompaktere Bauformen und erstmals Direkteinspritzung aus. Ab den 1990er-Jahren ergänzten wassergekühlte Motoren das Portfolio. Gegenwärtig kommen moderne TTCD-Motoren mit Abgasnorm Euro Tier 4 Final zum Einsatz, die Leistung, Effizienz und Emissionsminderung vereinen.

### Die Baureihe D

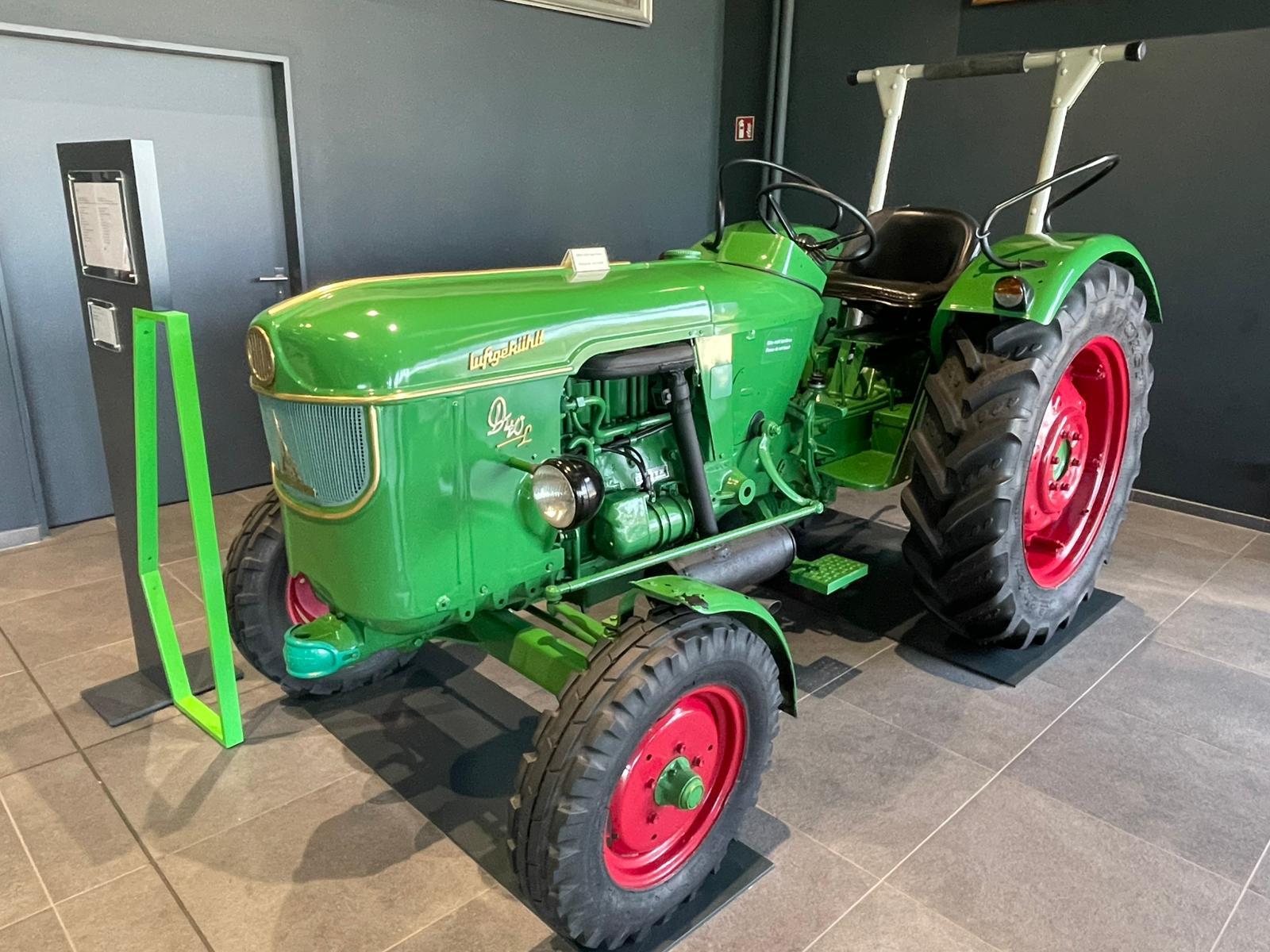
Deutz D 40.2 mit luftgekühltem Zweizylinder-Dieselmotor.

Die Baureihe D wurde 1957 mit dem Modell D 40 eingeführt und markierte eine grundlegende Neuordnung des Deutz-Traktorenprogramms. Ab 1959 erhielten alle Modelle eine PS-bezogene Typenbezeichnung. Die Baureihe umfasste ein breites Leistungsspektrum von einfachen Einzylinderschleppern bis hin zu leistungsstarken Sechszylindertraktoren.
Der D 15, gebaut von 1964 bis 1965, war das letzte Einzylindermodell und als günstiger Standardschlepper konzipiert. Größeren Erfolg verzeichneten die D 25-Modelle mit bis zu 25 PS, insbesondere der D 25.2 und der D 30, letzterer als meistverkaufter Deutz-Traktor seiner Zeit. Der Dreizylinderschlepper D 40 mit 35 bis 38 PS war universell einsetzbar und in zahlreichen Varianten verfügbar. Für größere Betriebe wurde ab 1960 der D 50 mit 46 PS angeboten, der ab 1964 mit dem F4L-812-Motor ausgerüstet war. 1964 erschien mit dem D 80 der erste Sechszylinder der Baureihe mit 75 PS; eine 100-PS-Version für den Export wurde in Argentinien gefertigt und ausschließlich in Südamerika vermarktet.
Die D-Reihe war die letzte Deutz-Baureihe mit runder Motorhaube und zeichnete sich durch eine modulare Bauweise, eine große Variantenvielfalt sowie technische Weiterentwicklungen wie Regelhydraulik, Transferrmatic-Systeme und Doppelkupplung aus. Ab 1965 wurde sie sukzessive durch die 05er-Reihe ersetzt.

### Die Baureihe 05

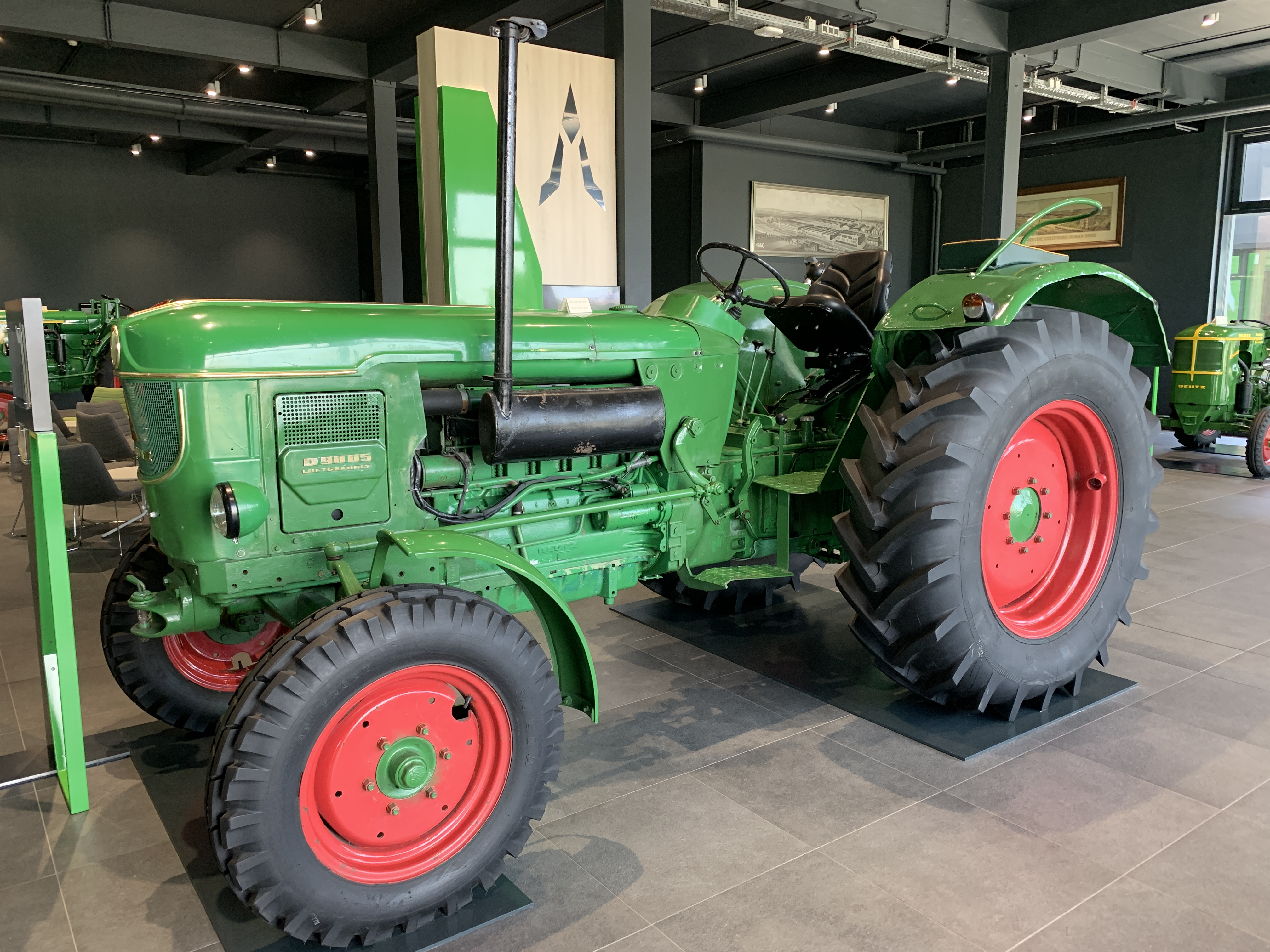
Deutz D 90 05 mit luftgekühltem Vierzylinder-Dieselmotor.

Mit der Baureihe 05 begann Deutz Mitte der 1960er-Jahre eine umfassende Standardisierung in der Traktorenfertigung. Einheitliche Kühlerverkleidungen, das neue Firmenlogo mit dem stilisierten Ulmer Münster, das aus der in den 1930er-Jahren akquirierten Firma Magirus hervorging, sowie die serienmäßige Einführung eines Axialgebläses führten zu Verbesserungen in Design, Wartung und Geräuschkomfort.
Der D 25 05 mit 22 PS und der D 30 05 mit 28 PS bildeten die letzten Zweizylindermodelle dieser Generation. Sie waren mit einfachen Getrieben, teils aus Porsche-Diesel-Produktion, ausgestattet und boten Optionen wie Hydraulikanlagen und Doppelkupplung. Ihre Produktion wurde eingestellt, da sich der Markt zunehmend auf leistungsstärkere Maschinen konzentrierte. Das mittlere Leistungssegment deckten die Dreizylinder D 40 05 und D 45 05 mit 35 bis 45 PS sowie die Vierzylinder D 50 05 und D 55 05 mit 45 bis 55 PS ab. Diese Modelle verfügten über moderne Achtganggetriebe und waren auf Wunsch mit Mähbalkenantrieb, Frontlader oder Komfortlackierung erhältlich.
Eine besondere Variante war der D 55 05 Tandem, ein Versuchsträger mit zwei Motoren und zwei Vorderachsen. Mit dem 1966 eingeführten D 60 05 mit 58 PS hielt erstmals ein Direkteinspritzermotor Einzug in die Serienproduktion. Die Sechszylindermodelle D 80 05 mit 75 PS und die Allradvariante D 80 05 A etablierten sich als leistungsstarke Großtraktoren mit Hydroblocklenkung und erweiterten Komfortmerkmalen. 1967 folgte mit dem nur kurzzeitig produzierten D 90 05 mit 85 PS die leistungsstärkste Ausführung der Serie.
Die Baureihe 05 markiert den Übergang von traditionellen zu modernen Traktorkonzepten bei Deutz. Sie führte das Baukastenprinzip, die Transfematic-Technologie und erstmals serienmäßigen Allradantrieb ein und beendete zugleich die Ära der runden Motorhauben.

### Die Baureihe 06
Mit der Baureihe 06 modernisierte Deutz ab 1968 sein Traktorprogramm grundlegend. Vorgestellt auf der DLG-Ausstellung unter dem Motto „Premiere der neuen Kraft“, setzte die Reihe auf die neue 912er-Motorengeneration mit Direkteinspritzung. Charakteristisch waren die kantigen Motorhauben mit integrierten Rundscheinwerfern.

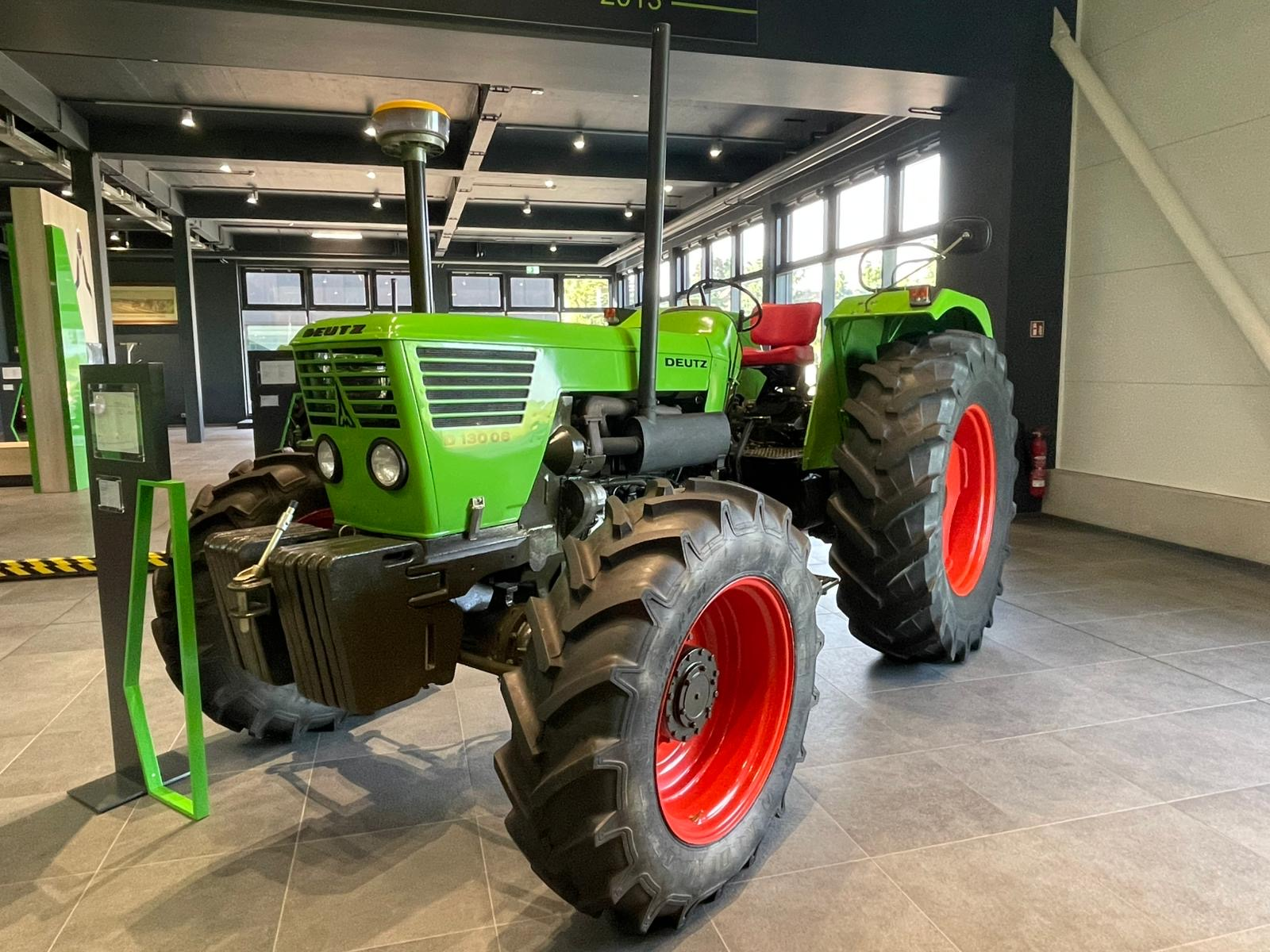
Deutz D 130 06 A mit luftgekühltem Reihen-Sechszylindermotor und Allradantrieb.

Trotz schwieriger Marktbedingungen entwickelte sich die Baureihe zur erfolgreichsten in der Geschichte des Unternehmens. Das Modellprogramm deckte ein breites Leistungsspektrum von 22 bis 130 PS ab: Die Zweizylindermodelle D 25 06 und D 3006 waren für kleinere Betriebe konzipiert, während die Dreizylinder D 4006 und D 4506 als Standardtraktoren weite Verbreitung fanden. Im Vierzylindersegment reichte das Angebot vom D 5006 bis zum D 7206. Die leistungsstärkeren weitestgehend baugleichen Sechszylindermodelle D 8006, D 10006 und D 13006 ergänzten das Programm. Eher ein Vorläufer war der nur zwei Jahre gebaute D 9006. Ein Sonderfall war der D 16006, ein Knicklenker für den Einsatz als Radlader, der jedoch nur in geringen Stückzahlen gefertigt wurde.
Ab 1970 wurde die Baureihe um Komfort- und Sicherheitsausstattungen ergänzt, darunter verbesserte Dreipunktaufhängungen, Sicherheitsbügel und Kabinen mit gesteigertem Fahrerkomfort. Im Jahr 1974 führte Deutz eine neue Farbgebung in leuchtendem Grün ein; gleichzeitig erschienen modernisierte Versionen wie der D 52 06. Parallel zur Hauptbaureihe entwickelte Deutz das INTRAC-System, ein neuartiges Traktorkonzept mit drei Anbauräumen an Front, Mitte und Heck, einer über der Vorderachse positionierten Kabine und Schnellwechselsystemen. Die Modelle INTRAC 2002 bis 2006 leisteten zwischen 60 und 115 PS und verfügten teils über hydrostatischen Antrieb. Das Konzept fand insbesondere in der Forst- und Kommunaltechnik Anwendung. Für den Sonderkulturanbau brachte Deutz zusätzlich die AgroCompact-Serie auf den Markt. Diese Modelle zeichneten sich durch kompakte Abmessungen und hohe Wendigkeit aus und boten speziell im Wein- und Obstbau eine praxistaugliche Lösung.

### Spezialtraktoren

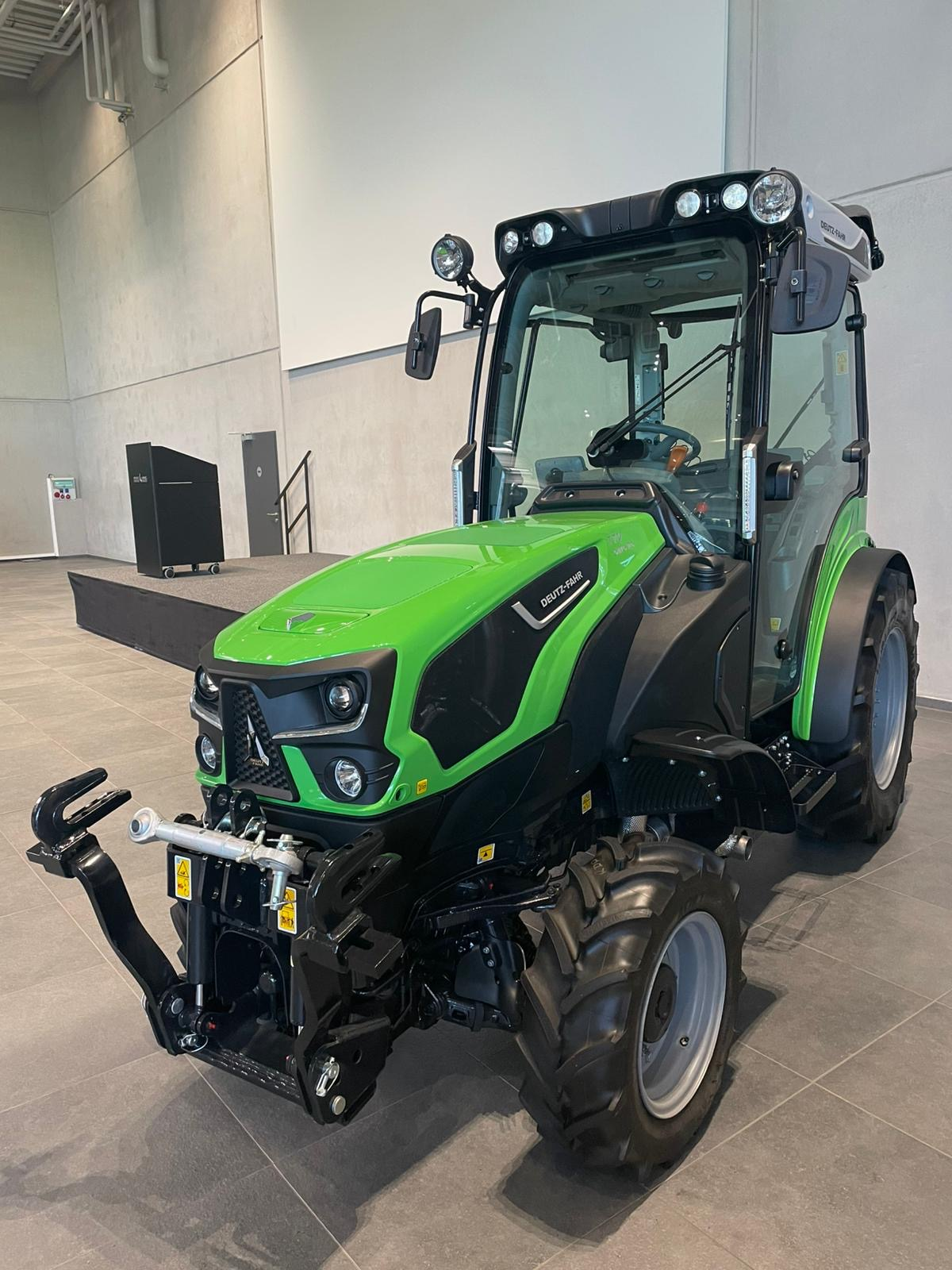
Der DEUTZ-FAHR 5105 DS TTV ist ein kompakter Traktor mit stufenlosem Getriebe, entwickelt für Spezialkulturen und enge Arbeitsumgebungen.

Deutz-Fahr verfügt über eine lange Tradition im Bau spezialisierter Schmalspurtraktoren, die insbesondere für den Obst-, Wein- und Hopfenanbau konzipiert sind. Bereits der F1M 414, auch als „Elfer“ bekannt, war in einer Plantagenversion mit reduzierter Spurweite erhältlich. In den 1950er- und 1960er-Jahren wurden zudem schmale Varianten bekannter Modelle wie des F1L 514 oder des D 30 angeboten. Auch während der DX-Baureihe setzte Deutz-Fahr das Engagement im Bereich der Schmalspurtraktoren fort. Durch Kooperationen mit dem italienischen Hersteller Agrifull sowie dem französischen Kabinenbauer Buisard wurde das Angebot im Bereich Kommunaltechnik und Sonderkulturen erweitert.
Ab 1993 ergänzte die Baureihe AgroCompact das Programm mit wendigen Schmalspurtraktoren für den Spezialkulturanbau, ausgestattet mit Motoren bis 88 PS. 1996 folgte der besonders kompakte Agrokid mit 31 bis 51 PS, der sich insbesondere für kommunale Anwendungen und den Gartenbau eignete. Ebenfalls ab 1996 wurde die Reihe Agroplus eingeführt, deren Modelle mit einem Lenkeinschlagwinkel von bis zu 60 Grad eine hohe Wendigkeit erreichten und in Varianten mit bis zu 106 PS mehrfach ausgezeichnet wurden. Seit 2007 bietet Deutz-Fahr mit dem Agroclimber auch einen Raupenschlepper an, der für den Einsatz in Hanglagen und auf anspruchsvollem Untergrund entwickelt wurde. 2017 wurde die Serie 5D eingeführt, die als Nachfolgerin der Agroplus-Reihe gilt. Die Modelle 5DF, 5DV und 5DS mit Leistungen von 75 bis 113 PS verfügen über moderne Technik, einschließlich einer gefederten Vorderachse mit Einzelradaufhängung, und sind insbesondere für den Einsatz in schwierigem Gelände geeignet.

### Die ersten DX-Traktoren
1978 stellte Deutz-Fahr die DX-Baureihe als Nachfolger der technisch veralteten 06er-Serie vor. Mit den ersten Modellen DX 85, DX 90, DX 110 und dem Flaggschiff DX 230 wurde eine neue Generation von Traktoren eingeführt, die auf moderne Technik und gesteigerten Bedienkomfort ausgelegt war. Die Baureihe zeichnete sich durch ein kantiges Design mit neu gestalteter Motorhaube und farblich abgesetzten Felgen aus. Erstmals kamen serienmäßig schallgedämmte Komfortkabinen zum Einsatz, darunter die JuniorCab und MasterCab. Auch bei den Getrieben setzte Deutz zunehmend auf Eigenentwicklungen.
Die Modellpalette umfasste zwischen 1978 und 1982 verschiedene Leistungsklassen: Die Modelle DX 85, DX 90 und DX 110 bedienten den mittleren Leistungsbereich mit fünf- und sechszylindrigen Motoren. DX 140 und DX 160 mit 125 bis 150 PS verfügten über Turbolader und Steyr-Getriebe. Ab 1980 ergänzten DX 120, DX 145 und der exportorientierte DX 230 mit 200 PS das Programm. 1982 folgten die neuen Vierzylindermodelle DX 80, DX 86 und DX 92 sowie mit dem DX 250 ein neues Spitzenmodell mit 220 PS und ZF-Getriebe. Die Einführung der DX-Reihe markierte einen bedeutenden Generationswechsel bei Deutz-Fahr. Mit modernen Kabinen, leistungsstarken Motoren und der Option auf Allradantrieb setzte die Serie neue Maßstäbe und stärkte die Marktposition des Unternehmens insbesondere im Hochleistungs- und Exportsegment.

### Die Baureihe 07
Die 1980 eingeführte Baureihe 07 stellte eine konsequente Weiterentwicklung der erfolgreichen 06-Serie von Deutz dar. Unter dem Werbeslogan „Spar Diesel – fahr Deutz“ lag der Fokus auf Kraftstoffeffizienz, Laufruhe und bewährter Technik. Optisch orientierte sich die Baureihe an ihrer Vorgängerin, bot jedoch eine erweiterte Modellvielfalt und technische Verfeinerungen. Die ersten Dreizylindermodelle, darunter D 40 07, D 45 07, D 52 07 und D 57 07, erschienen ab 1980 und wurden 1982 durch D 48 07 und D 60 07 ergänzt. Diese Traktoren waren wahlweise mit Allradantrieb erhältlich und wurden ab 1981 auch als C-Varianten mit Komfortkabine angeboten. Ab 1981 kamen Vierzylindermodelle wie D 68 07, D 72 07 und D 78 07 hinzu, später folgte der D 62 07. Das Topmodell dieser Baureihe war der D 78 07 C mit 75 PS und einem Deutz-eigenen 12/4-Gang-Getriebe. Im Jahr 1982 ergänzten die Zweizylindermodelle D 28 07 mit 29 PS und D 36 07 mit 34 PS das Programm, insbesondere für kleinere landwirtschaftliche Betriebe. Diese wurden meist ohne Kabine und mit Fritzmeier-Verdeck ausgeliefert.
Die Traktoren der 07er-Serie zeichneten sich durch hohe Wartungsfreundlichkeit, durchzugsstarke luftgekühlte Motoren und verbesserte Ergonomie aus. Besonders die komfortorientierten C-Ausführungen fanden im mittleren Leistungssegment breite Akzeptanz. Mit dem Rückgang der Nachfrage nach kleineren Schleppern endete die Produktion der Zweizylindermodelle im Jahr 1988, während die stärkeren Varianten schrittweise von der modernisierten DX-Baureihe abgelöst wurden.

### DX-Baureihe
Mit der Einführung der DX-Baureihe im Jahr 1983 modernisierte Deutz-Fahr sein gesamtes Traktorenprogramm grundlegend. Statt der bisherigen Modellbezeichnungen setzte das Unternehmen nun auf eine klare Systematik nach Leistungsklassen: Die DX-4-Klasse umfasste Vierzylindermodelle, die DX-6-Klasse Sechszylindermodelle. Später folgten die DX-3-Klasse für kompakte Traktoren sowie die DX-7- und DX-8-Klassen im Großtraktorensegment.

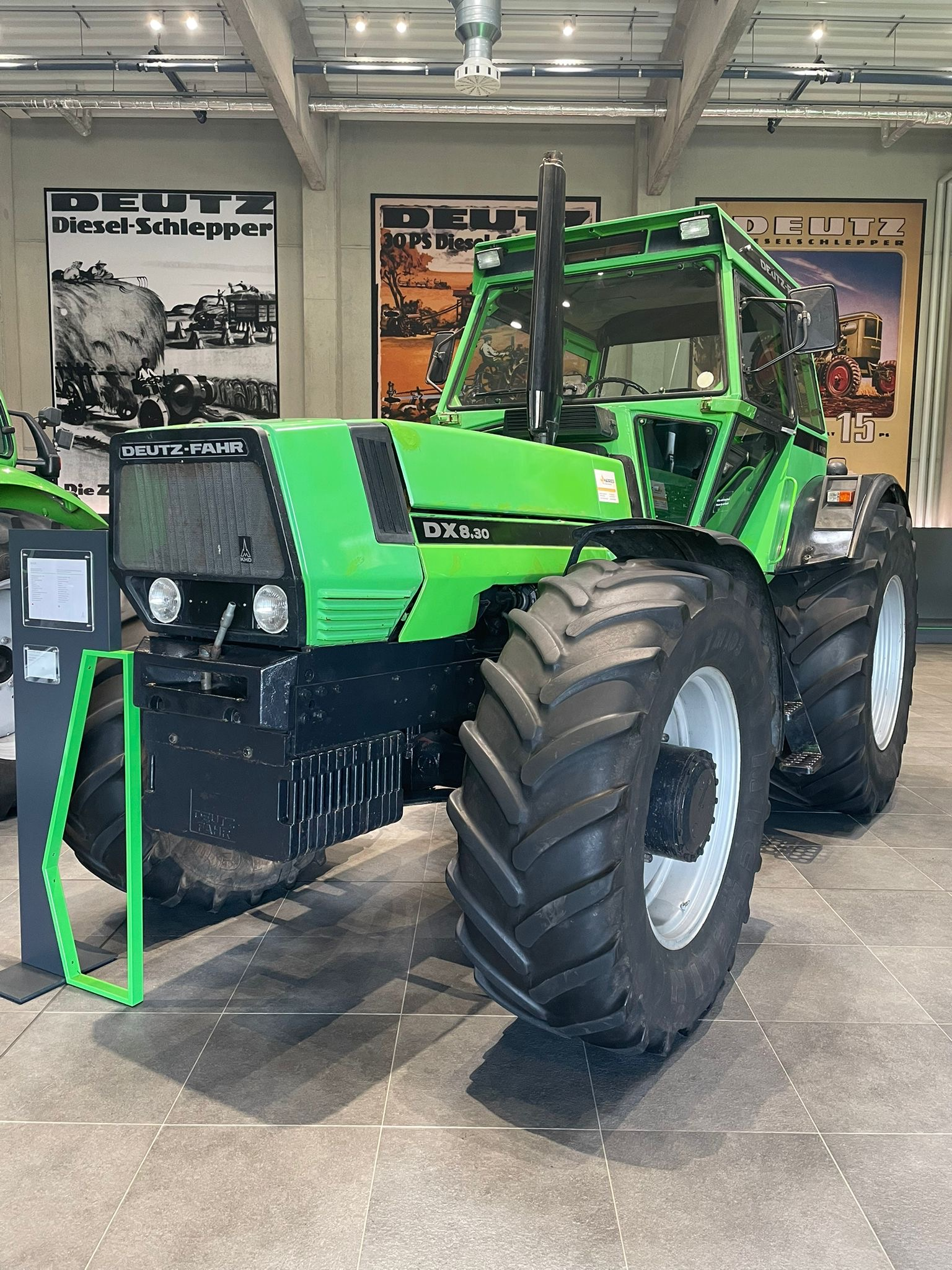
Deutz-Fahr DX 8.30, leistungsstarker Traktor der DX-Baureihe, hergestellt Mitte der 1980er Jahre.

Technisch zeichnete sich die Baureihe durch vollsynchronisierte Getriebe mit bis zu 24 Vorwärts- und 12 Rückwärtsgängen aus. Die Kabinenausstattung wurde mit der MasterCab und später der StarCab deutlich komfortabler und bot verbesserte Geräuschdämmung und Rundumsicht. Ab 1986 kamen elektronische Assistenzsysteme wie agrotroic-i (Bordcomputer mit Leistungs- und Flächenauswertung) sowie agrotroic-h (elektronisch geregelte Hydraulik) zum Einsatz. Angetrieben wurden die Traktoren überwiegend von luftgekühlten Deutz-Dieselmotoren der Baureihen F3L/F4L/F6L 912 und 913, teils mit Turboaufladung. Die DX-4-Klasse (z. B. DX 4.10 bis DX 4.70) deckte den Bereich von 70 bis 90 PS ab und bot besonders hohen Fahrkomfort. Die DX-6-Modelle (u. a. DX 6.05, 6.30, 6.50) erreichten Leistungen zwischen 98 und 135 PS und erfreuten sich großer Beliebtheit. In der kompakten DX-3-Klasse (DX 3.10 bis 3.90) standen Leistungen von 46 bis 75 PS zur Verfügung, wobei auch hier bereits moderne Kabinen und Bordelektronik zur Serienausstattung gehörten. Ab 1984 erweiterte Deutz-Fahr das Programm um die Großtraktoren DX 7.10 (160 PS), DX 8.30 und DX 250 (jeweils 220 PS), die speziell für schwere Arbeiten im Ackerbau konzipiert waren.
Die DX-Baureihe gilt als Meilenstein in der Geschichte von Deutz-Fahr. Sie verband technische Innovation mit hohem Bedienkomfort und setzte neue Maßstäbe in der Modellstrukturierung. Ihr Konzept und Design beeinflussten die nachfolgenden Traktorenbaureihen nachhaltig und stärkten die Position der Marke auf internationalen Märkten.

### Die Agro-Reihen

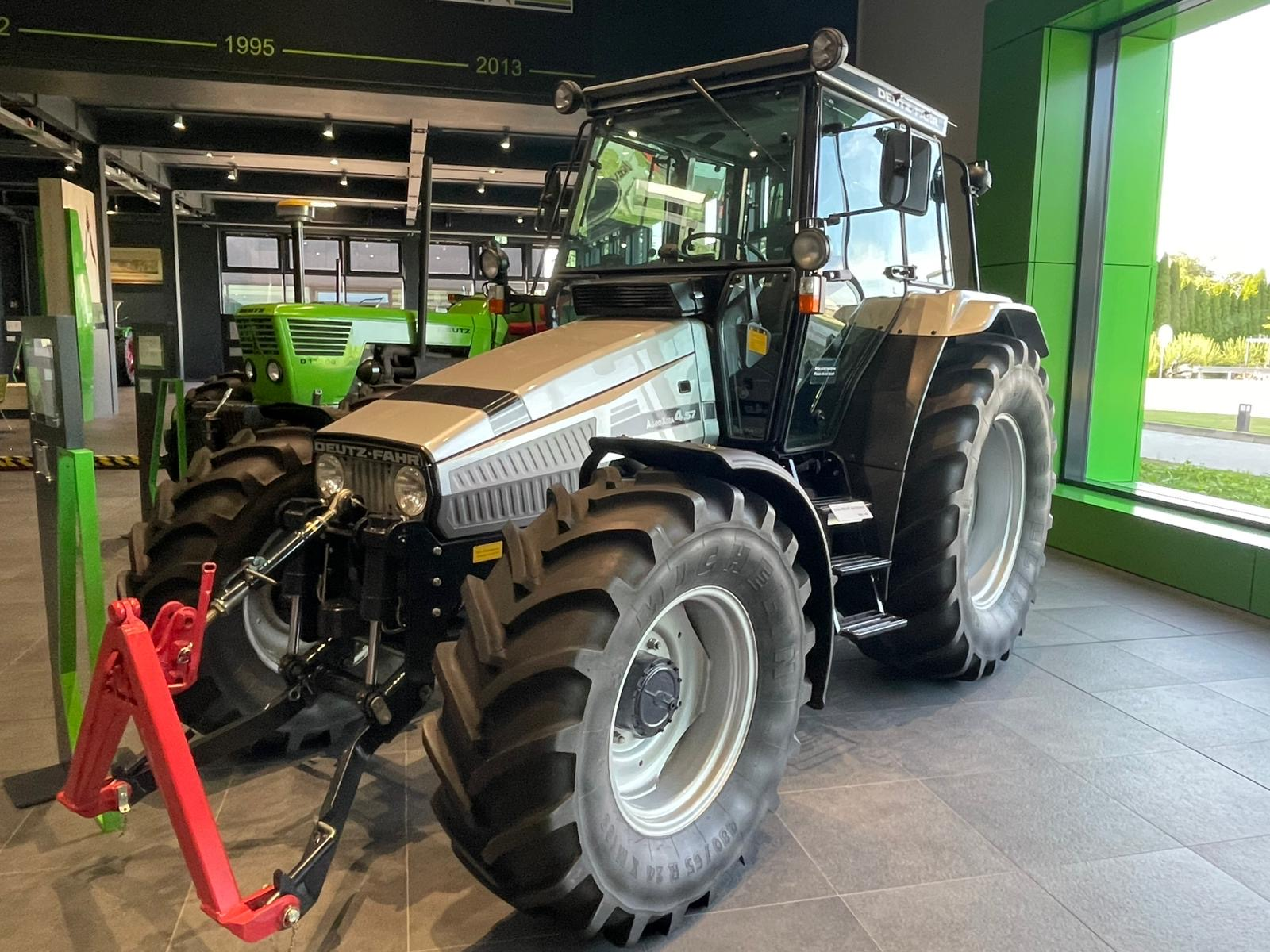
Deutz-Fahr AgroXtra 4.57, mittelgroßer Traktor aus den 1990er Jahren in silver.

Mit der Einführung der Agro-Reihen ab 1989 leitete Deutz-Fahr eine grundlegende Neustrukturierung seines Traktorenprogramms ein. Ziel war eine klare Segmentierung des Angebots nach Zielgruppen, wobei die Baureihen AgroPrima, AgroXtra und AgroStar unterschiedliche Leistungs- und Ausstattungsniveaus abdeckten. Die AgroPrima-Modelle richteten sich an kleinere und mittelgroße Betriebe und kombinierten solide Technik mit hoher Wirtschaftlichkeit. Modelle wie der AgroPrima 4.31 bis 6.16 mit Leistungen zwischen 75 und 110 PS waren mit der geräuschgedämmten StarCab-Kabine, dem Informationssystem agrotronic-i und vollsynchronisierten Getrieben mit bis zu 24 Gängen ausgestattet. Die Motorisierung basierte auf den bewährten 912- und 913er-Reihen, teilweise mit Turbolader. Die Baureihe AgroXtra war vor allem für Frontladerarbeiten und den vielseitigen Einsatz konzipiert. Eine abgesenkte Motorhaube und eine flache Kabine verbesserten die Sicht nach vorn, während Ausstattungsmerkmale wie Beifahrersitz, Allradantrieb und StarCab den Komfort erhöhten. Die Leistungen reichten von 60 bis 110 PS. Ein AgroXtra 4.57 markierte 1992 als einmillionster Deutz-Traktor einen historischen Meilenstein. Die Oberklasse bildete die Baureihe AgroStar mit Modellen bis 230 PS, wie dem AgroStar 8.31. Diese Traktoren verfügten über umfangreiche Komfortausstattung, darunter leise Kabinen mit einem Geräuschpegel von 72 dB(A), luftgefederte Sitze und elektronische Anzeigezentren unter dem Namen AGROTRONIC-i. Spätere Modelle erhielten zusätzlich eine neu gestaltete Freisichthaube sowie radarbasierte Sensorik zur präzisen Steuerung landwirtschaftlicher Arbeitsprozesse.
Die Agro-Reihen markierten den Übergang von konventioneller Traktortechnik hin zu einer modernen, technologieorientierten Baureihenstruktur bei Deutz-Fahr. Durch modulare Ausstattungsoptionen und den gestiegenen Komfort wurde ein breites Kundenspektrum erreicht und die Grundlage für die spätere Agrotron-Serie gelegt.

### Zeitenwende mit dem Agrotron

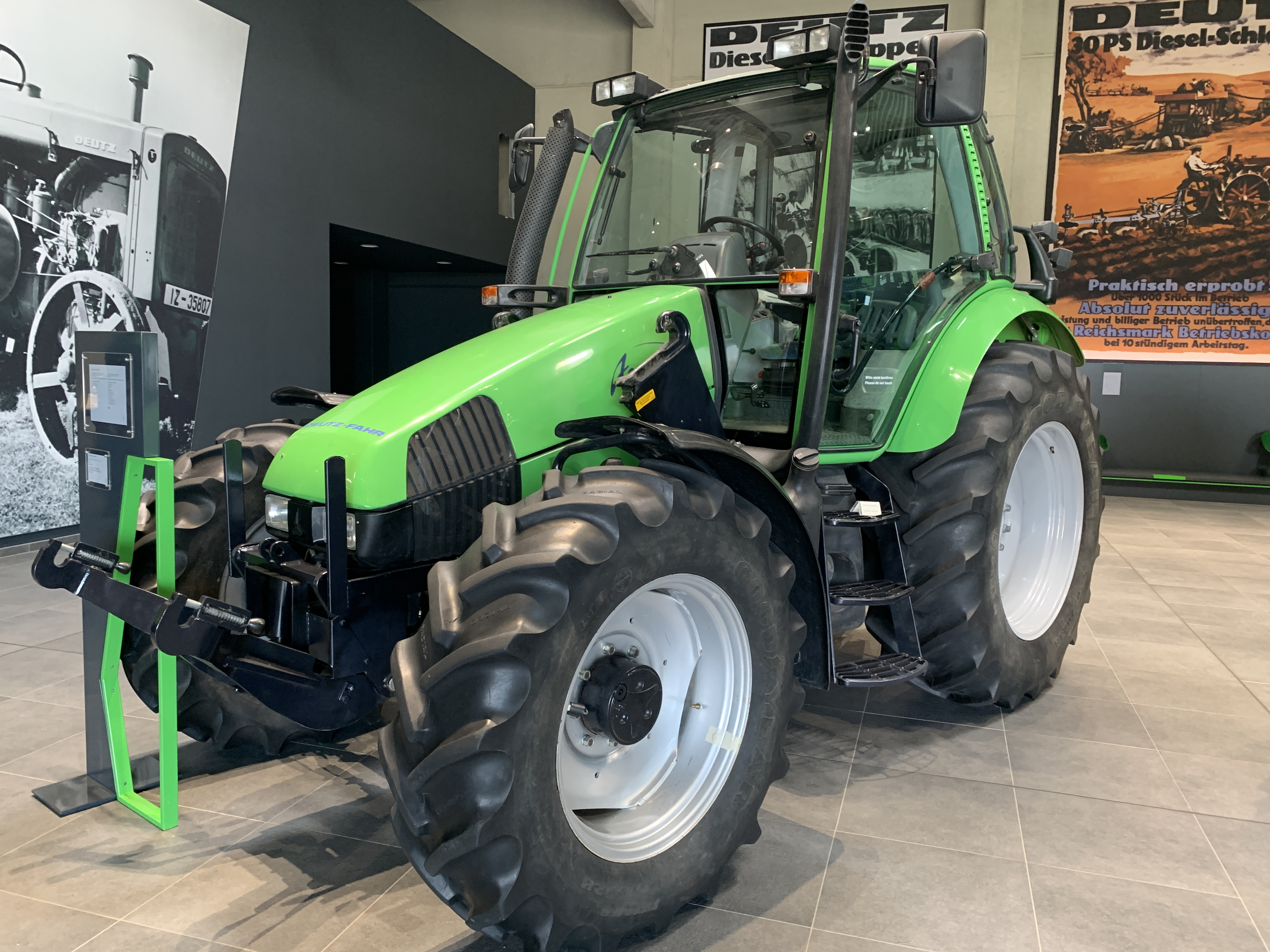
DEUTZ-FAHR Agrotron 6.15 MK1, Hochleistungs-Traktor aus der Agrotron-Serie.

Mit der Einführung der Agrotron-Baureihe ab 1996 leitete Deutz-Fahr unter der Führung der SLH-Gruppe (Same-Lamborghini-Hürlimann) einen umfassenden technologischen Neuanfang ein. Die Produktion wurde nach Lauingen verlagert, luftgekühlte Motoren durch wassergekühlte Aggregate ersetzt, und eine moderne, komfortorientierte Kabine eingeführt.
Die neue Traktorengeneration richtete sich vorrangig an mittlere und große landwirtschaftliche Betriebe. In der zweiten Generation, die ab 1997/98 unter der Bezeichnung MK3 erschien, wurden Leistung und Qualität weiter verbessert. Modelle wie der Agrotron 230 und 260 mit Motorleistungen bis 256 PS verfügten über eine elektronische Motorregelung (EMR), der Verbrauch und Emissionen senkte. Parallel dazu wurde die kompakte Agroplus-Reihe, basierend auf dem Same Dorado, erfolgreich im Markt platziert.
Einen entscheidenden Innovationsschritt stellte die Einführung des stufenlosen TTV-Getriebes im Jahr 2001 dar. Diese mit ZF entwickelte Technik ermöglichte eine lastabhängige, stufenlose Geschwindigkeitsregelung und fand besonders bei Lohnunternehmen und Großbetrieben Anklang. Die Modellvielfalt wurde in den Folgejahren deutlich ausgeweitet. Zwischen 2003 und 2005 kamen unter anderem die Agrotron 120 bis 180.7 als neue Mittelklasse mit bis zu 182 PS sowie die Agrotron 210 bis 265 als Großtraktoren für internationale Märkte hinzu. Der Agrotron K mit 84 bis 115 PS wurde ab 2005 speziell für Grünland- und Veredelungsbetriebe angeboten, während die Agrotron-X-Modelle mit Leistungen bis 271 PS auf schwere Anwendungen ausgerichtet waren.
Weitere Baureihen folgten in den späten 2000er-Jahren: Ab 2008 wurde mit dem Agrotron M eine moderne Sechszylinder-Serie mit Common-Rail-Einspritzung und optimierter Kabinentechnik eingeführt. Die Agrofarm-Reihe ab 2007 deckte die kompakte Mittelklasse mit einfacher Ausstattung ab, teilweise ebenfalls mit TTV-Getriebe. Unterhalb der X-Serie war der Agrotron L positioniert, der mit Sechszylindermotoren, hohem Fahrkomfort und Assistenzsystemen für den Dauereinsatz ausgelegt war. Die Agrotron-Ära markiert den Wandel von Deutz-Fahr zu einem technologisch modernisierten und international positionierten Traktorenhersteller mit großer Modellvielfalt, innovativer Getriebetechnik und klarer Ausrichtung auf unterschiedliche Zielgruppen.

### Die neue Generation

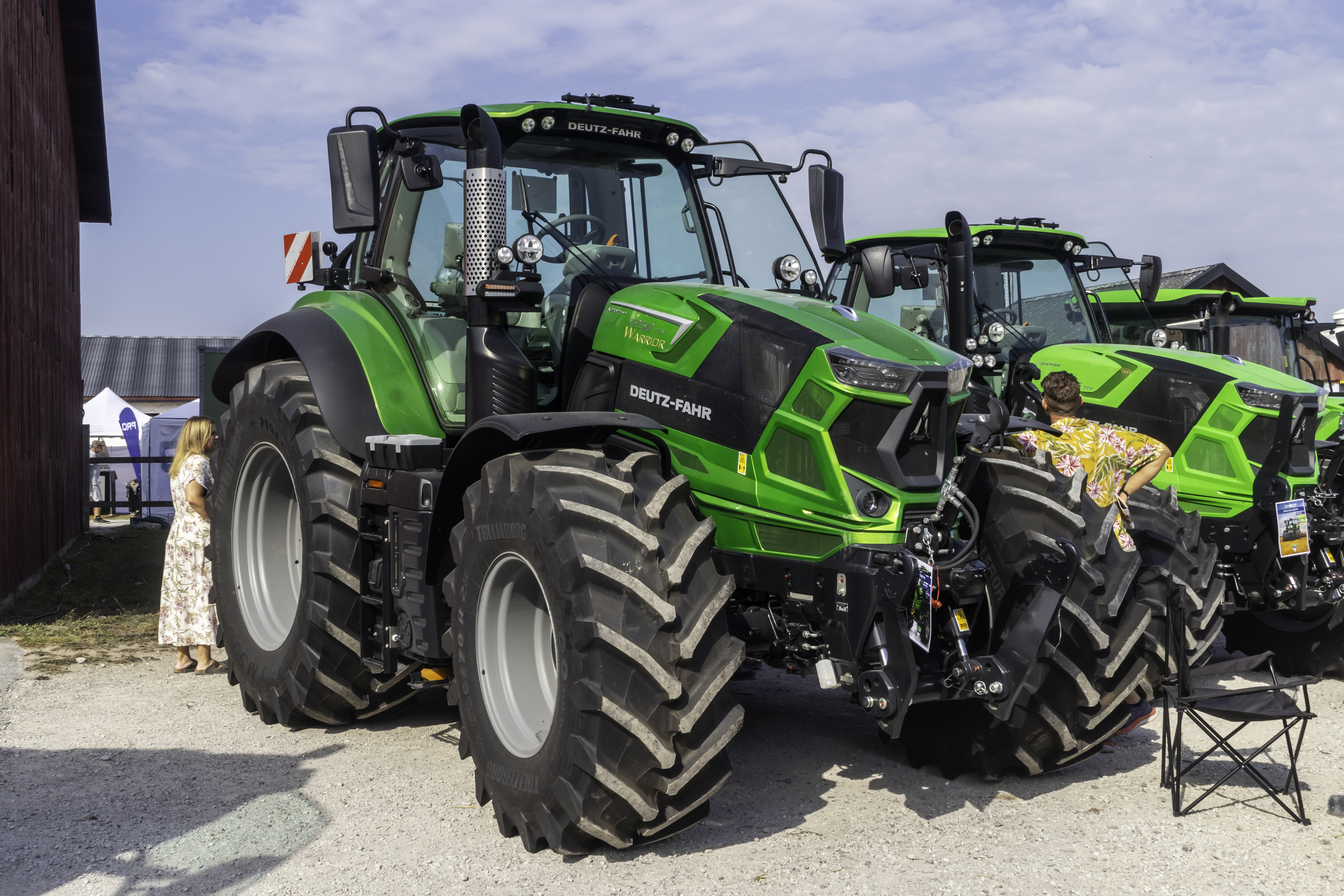
DEUTZ-FAHR 7250 TTV Warrior in java-grün.

Ab 2012 modernisierte Deutz-Fahr sein Traktorenprogramm grundlegend und führte neue Modellreihen ein, die sowohl technische als auch komfortbezogene Fortschritte umsetzten. Die Serie 6 mit den Modellen 6150 bis 6190 bot Sechszylindermotoren mit 150 bis 190 PS, erfüllte die Abgasnorm Stufe 3b und war mit einer neu entwickelten, komfortorientierten Kabine ausgestattet. Im Jahr 2013 folgten kompaktere Vierzylindermodelle, und ab 2014 war das stufenlose TTV-Getriebe für alle Varianten optional erhältlich. 2016 kam das vollautomatische RCShift-Getriebe als weitere Neuerung hinzu.
Die Serie 7 startete mit dem Modell 7210 TTV, gefolgt vom 7250 TTV, der 2013 als „Tractor of the Year“ ausgezeichnet wurde. 2015 erschien das Sondermodell 7250 TTV Warrior mit schwarzer Lackierung und erweiterter Ausstattung. Im Bereich der Kompakttraktoren wurde zur SIMA 2013 die Serie 5 mit Leistungen zwischen 100 und 130 PS vorgestellt. Diese wurde durch die Baureihen 5C (85–118 PS), 5D (75–103 PS) – als Nachfolgerin der Agroplus-Modelle – sowie die Serie 5G ergänzt. Im Segment der Großtraktoren positionierte sich Deutz-Fahr mit der Serie 9 TTV, die 2013 vorgestellt wurde und Leistungen bis 316 PS abdeckte. Das Spitzenmodell 9340 TTV erhielt 2015 den Preis „Golden Tractor for the Design“.
Die neue Generation zeichnete sich durch zahlreiche technologische Neuerungen aus. Das TTV-Getriebe ermöglichte eine stufenlose Kraftübertragung, während das RCShift-System automatische Lastschaltvorgänge übernahm. Mit Agrosky wurde GPS-gestützte Spurführung eingeführt, und über ISOBUS sowie AFIS (AgroFarm Information System) konnten Traktor und Anbaugeräte digital vernetzt werden. Der iMonitor 2 fungierte als zentrales Steuerterminal, während MaxCom und die MaxiVision 2 Kabine den Bedienkomfort erhöhten. Eine elektrische Haubenöffnung erleichterte Wartungsarbeiten, und das Driver Extended Eyes System ermöglichte eine kamerabasierte Umfeldüberwachung zur Steigerung der Betriebssicherheit.

## Spezialmaschinen und Geräte

### Mähdrescher

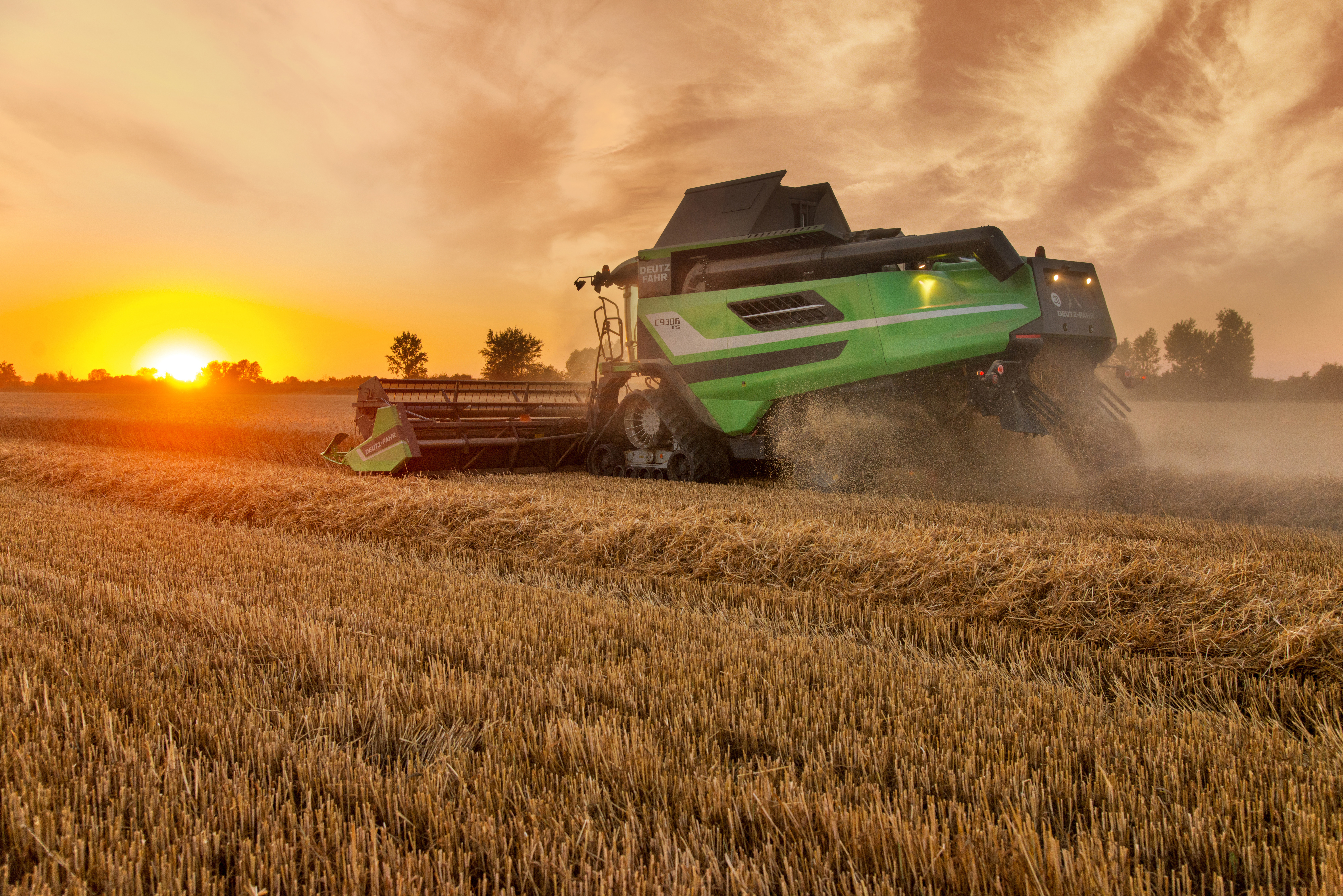
Mähdrescher C9306

Die Maschinen sind für ihre technische Robustheit, Innovationsfreude und die breite Modellplatte – von gezogenen Modellen bis hin zu High-Tech-Selbstfahrern mit digitaler Steuerung. Die Mähdreschertradition von Deutz-Fahr geht auf zwei Hersteller zurück: Fahr aus Gottmadingen und Ködel & Böhm (Köla) aus Lauingen. Fahr präsentierte bereits 1938 einen selbstfahrenden Versuchsmähdrescher und startete 1951 die Serienproduktion mit dem Modell MD 1. Bis 1968 wurden über 27.000 Mähdrescher gefertigt. Köla entwickelte in den 1960er-Jahren mit dem Feldhäcksler Rex den ersten hydrostatisch angetriebenen Selbstfahrer.
Folgende Modellreihen wurden in den Markt geführt:
Frühzeit (1950er-1970er)

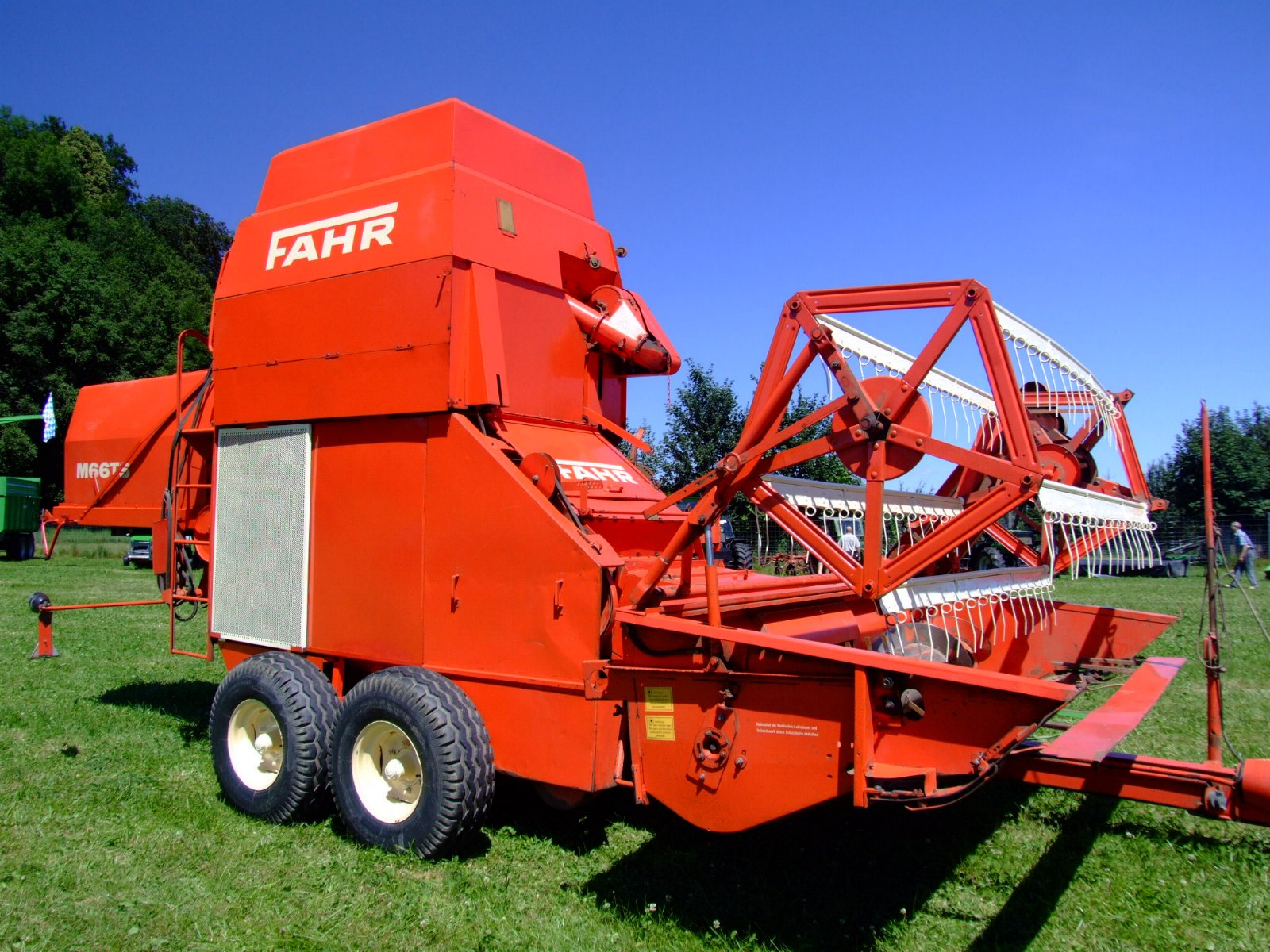
Gezogener Fahr-Mähdrescher M66TS.

MD Reihe (MD 1-5): Das waren die ersten Selbstfahrer, welche mechanisch angetrieben wurden (45-70 PS)
Gezogene Modelle: M 66 T, M 122 T Diese werden über die Zapfwelle angetrieben und werden von kleineren Betrieben genutzt
M- und TopLiner Serie (1980er-2000er)
M Serie: Modelle wie M 35.78 mit bis zu 160 PS und 5 Schüttlern. TopLiner-Serie (ab 1991): 205-240 PS, moderne Korntanktechnik, optional mit Hangausgleich.
C-Serie (2000er-2025)
C6000-Serie: 5 Schüttler, 250 PS, ISOBUS-fähig, bis 7000 l Korntank C9000-Serie: 6 Schüttler, bis 353 PS, Hochleistungsklasse mit innovativer Druschtechnik, großer Korntank
Die Maschinen wurden in verschiedenen Ausstattungsvarianten gebaut und kamen überwiegend in Europa, Südamerika und Teilen Osteuropas zum Einsatz.
Nach der Übernahme von Fahr durch KHD im Jahr 1968 wurde Lauingen zum Zentrum der Mähdrescherfertigung von Deutz-Fahr. In den 1970er-Jahren erreichte die Jahresproduktion über 3.000 Einheiten. Ab 1982 wurden von Đuro Đaković in Kroatien Mähdrescher in Lizenz gefertigt. 1991 stellte Deutz-Fahr auf der Agritechnica die neue Mähdrescher-Baureihe TopLiner vor. 2002 wurde die Produktion von Mähdreschern im Werk Lauingen eingestellt. Stattdessen bezog man die Mähdrescher nun von AGCO aus deren Werk in Randers (Dänemark). Nachdem diese Kooperation 2004 endete, bezog man von da an Mähdrescher von Sampo Rosenlew. Das Mähdrescher Werk von Đuro Đaković in Zupanja wurde 2006 von SDF übernommen und seither zum konzerneigenen Mähdrescherwerk ausgebaut. Im Vorjahr wurden in diesem Werk 146 Mähdrescher produziert. Durch eine Kooperation mit der argentinischen Vassalli Fabril konnte man auf der EIMA 2008 den ersten Rotormähdrescher der Marke Deutz-Fahr vorstellen. Mit Schließung des kroatischen Werks im Februar 2025 wurde die Mähdrescher-Produktion von Deutz-Fahr beendet.

### Teleskoplader
2004 wurde der Deutz-Fahr Agrovector, ein Teleskoplader, vorgestellt. Die Baureihe wurde in Zusammenarbeit mit JLG Industries hergestellt. Die Kooperation endete zum 1. Oktober 2017.

### Grünlandtechnik

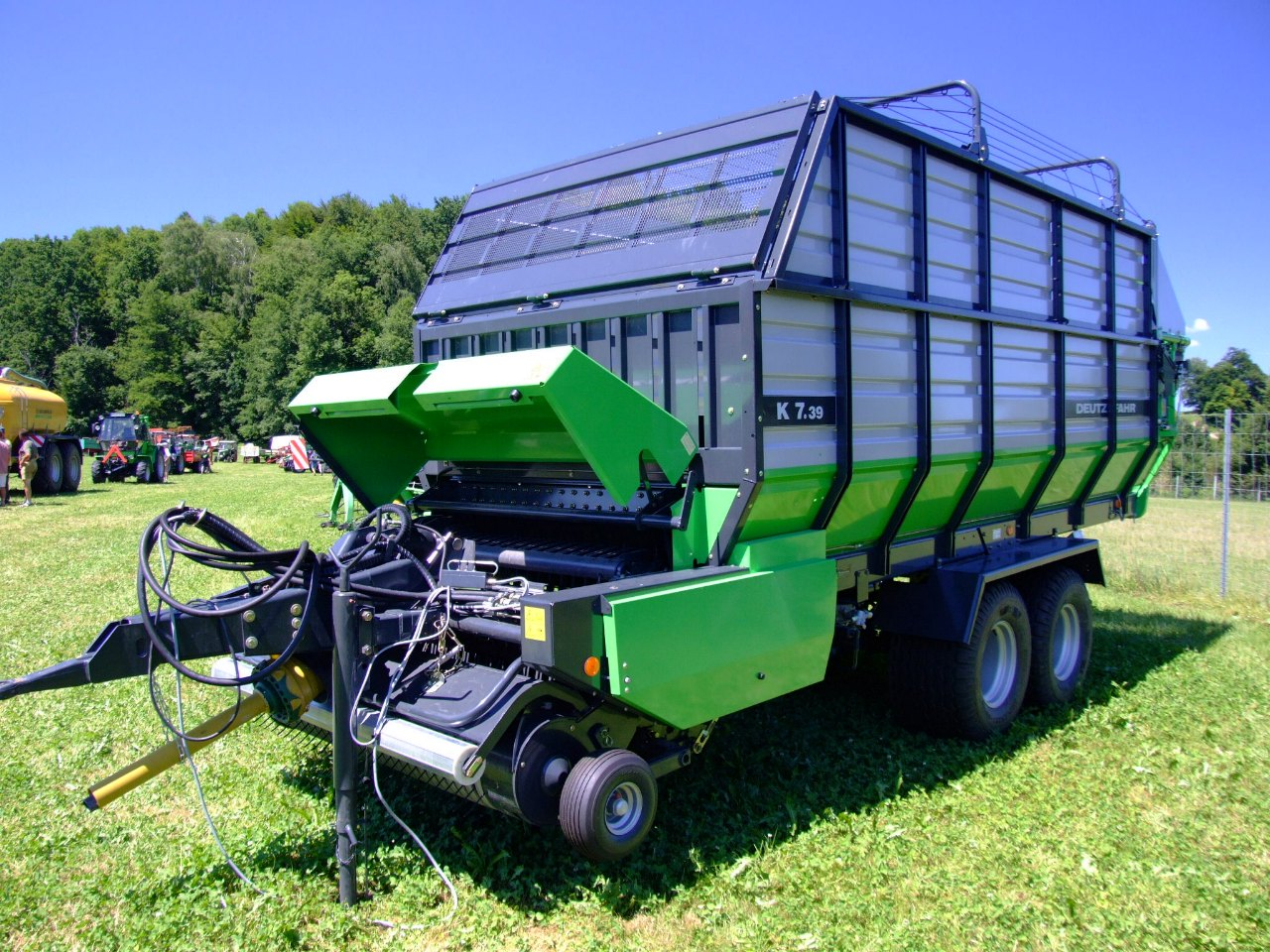
Deutz-Fahr Ladewagen K 7.39

Die Grünlandtechnik kam über Fahr zu Deutz-Fahr. 1988 entschied man den Bereich Grünland, mit dem Werk in Gottmadingen, an Greenland zu verkaufen. Deutz-Fahr behielt entsprechende Maschinen weiterhin im Angebot. Zuerst wurden sie von Greenland bezogen, später nach der Übernahme von Greenland durch Kverneland von diesem. Trommelmähwerke und Pressen wurden ab September 2010 von Kuhn bezogen, da Kuhn das Pressen-Werk Geldrop von Kverneland samt Patenten erwarb. Die Scheibenmäher, Heuwender und Schwader wurden bis September 2017 weiterhin von Kverneland gebaut. Der Lizenzvertrag mit Kverneland lief zum 1. September 2017 aus. Von 2006 bis 2017 wurden die Grünlandmaschinen der Marke Deutz-Fahr im Kverneland-Werk in Kerteminde gebaut.

### Weitere Maschinen

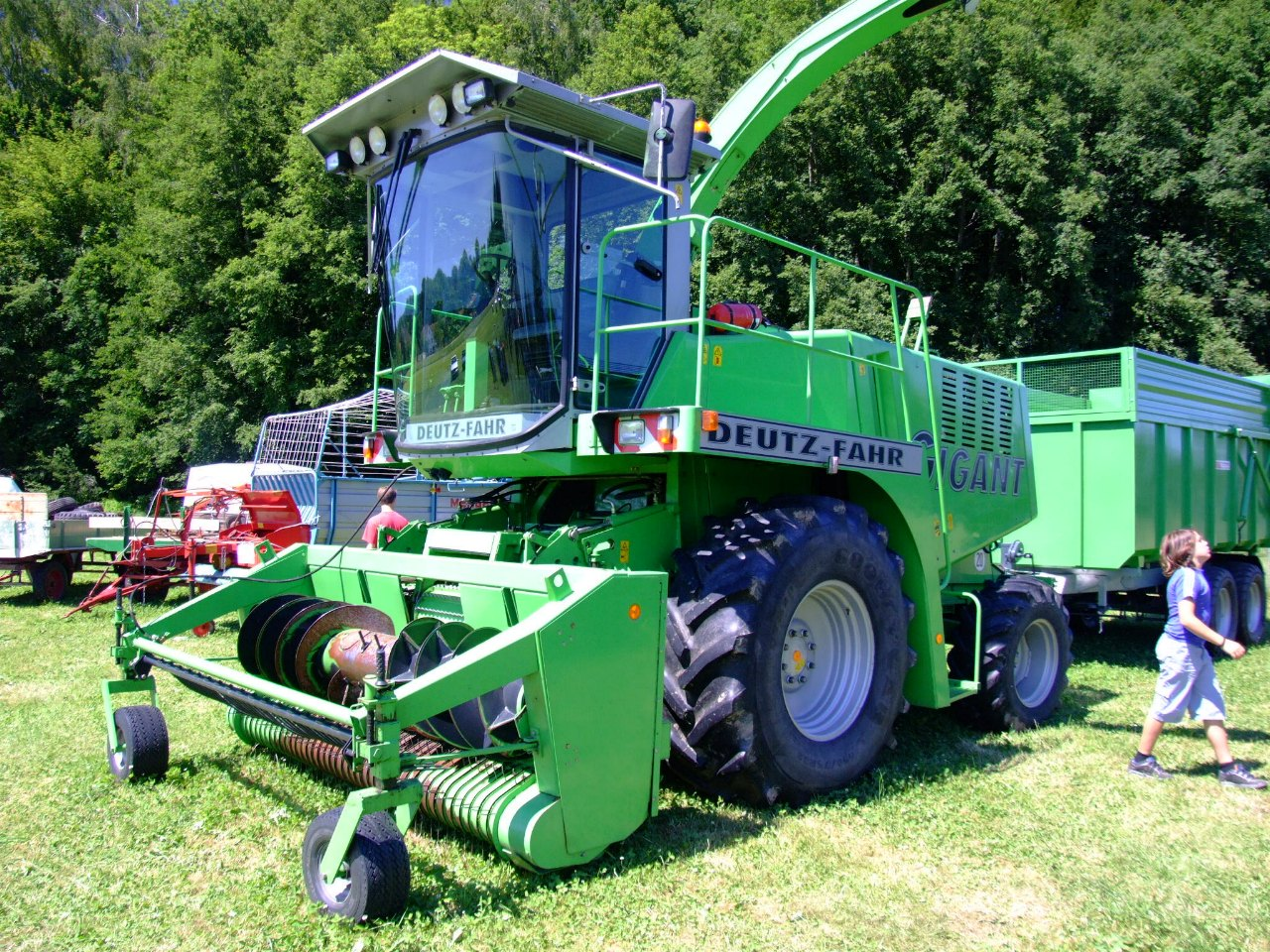
Deutz-Fahr Gigant

1989 wurde der selbstfahrende Grasmäher Grasliner vorgestellt. 1994 folgte die selbstfahrende Ballenpresse PowerPress und zwei Jahre später der Feldhäcksler Gigant 400. Diese Fahrzeuge konnten sich allerdings am Markt nicht durchsetzen, die Produktion aller drei Baureihen wurde noch in den 1990ern eingestellt.

## Marktanteil
In Deutschland erreichte Deutz-Fahr 2012 im Bereich Traktoren ab 51 PS einen Marktanteil von 7,8 % mit 2381 Einheiten und belegt damit Rang 3 hinter John Deere (Platz 1, 21,2 %) und Fendt (Platz 2, 17,5 %). In Österreich belegt Deutz-Fahr 2012 mit einem Marktanteil von 5,7 % Rang 7 der Zulassungsstatistik. In der Schweiz rangierte Deutz-Fahr im Jahr 2012 auf Platz 4 mit einem Marktanteil von 9,5 %.

## Produkte

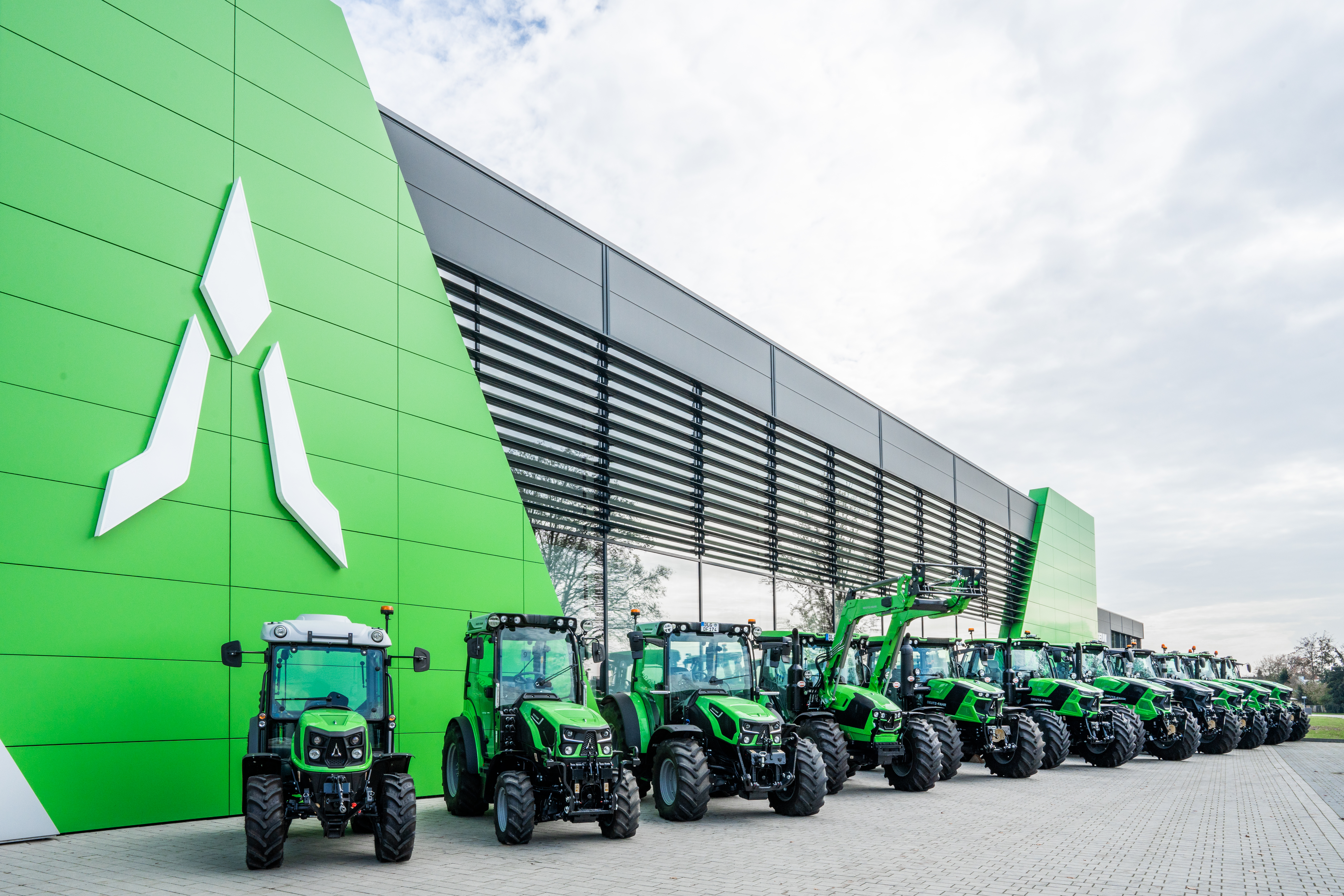
Deutz-Fahr Produktprogramm vor der Deutz-Fahr Arena in Lauingen.

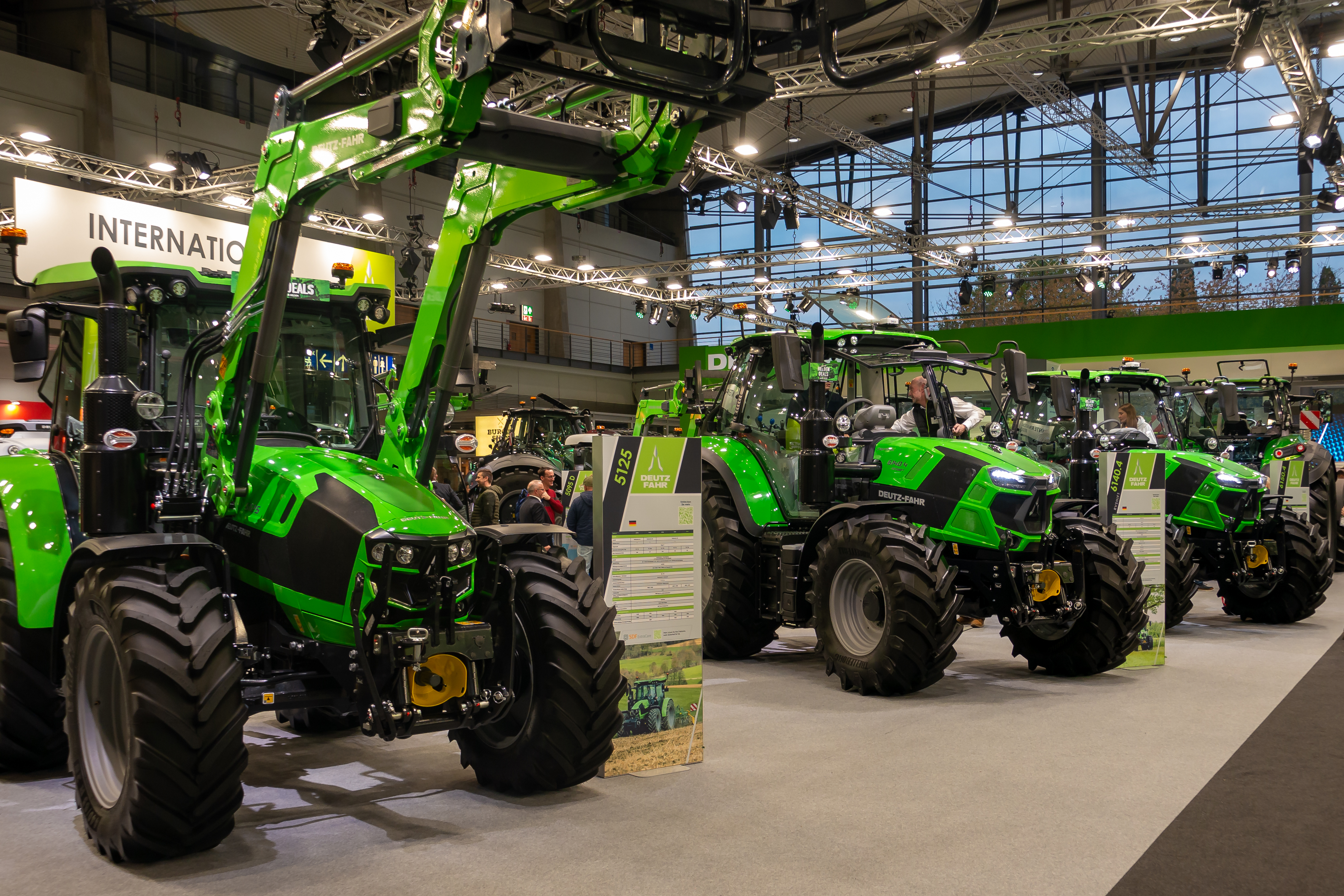
Deutz-Fahr auf der Agritechnica 2023.

### Traktoren

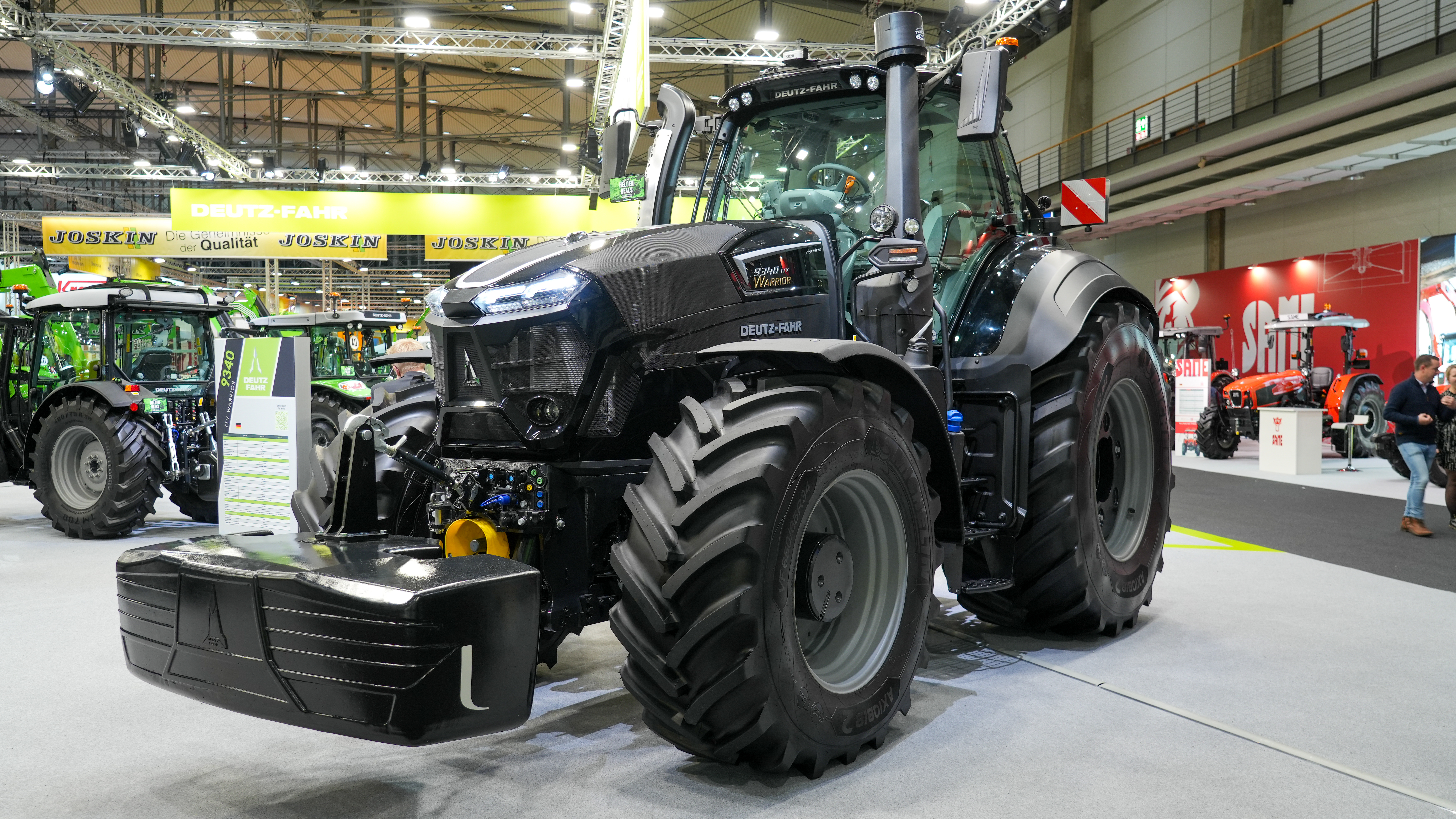
DEUTZ-FAHR 9340 TTV Warrior auf der Agritechnica 2023.

Siehe auch Deutz (Traktoren) für den Traktorenbau der Deutz AG in der Zeit von 1907 bis 1977.
| Baureihe                                            | Erscheinungsjahr |
| --------------------------------------------------- | ---------------- |
| Deutz Pfluglokomotive und Automobilpflug            | 1907             |
| Deutz Trecker                                       | 1919             |
| MTH und MTZ                                         | 1927             |
| Deutz F2M 315 28 PS                                 | 1934             |
| Deutz F3M 317 45 PS                                 | 1935             |
| Deutz F1M 414 11 PS                                 | 1936             |
| 514                                                 | 1950             |
| 612                                                 | 1953             |
| Deutz F2L514/4-N                                    | 1957             |
| 712                                                 | 1958             |
| D-Serie (D15 – D80)                                 | 1959             |
| D-05 (D2505 – D9005)                                | 1965             |
| D-06 (D2506 – D16006, letzterer als Knicklenker)    | 1968             |
| Deutz INTRAC (2002–2006)                            | 1972             |
| DX (DX 85 – DX 160)                                 | 1978             |
| D-07 (D2807 – D7807)                                | 1980 / 81        |
| AgroPrima (DX4.31 – DX6.16) (6.16 erst ab ’93)      | 1989             |
| AgroXtra (DX3.57 – DX6.17)                          | 1991             |
| AgroStar (DX4.61 – DX6.81)                          | 1990             |
| Agrotron (80 – 265)                                 | 1995             |
| Agrotron TTV (610 – 630)                            | 2003             |
| Agrotron K (K90 – K120)                             | 2006             |
| Agroplus (320 – 420)                                | 2002             |
| Agrokid (210 – 230)                                 | 2000             |
| Agrofarm (410 – 430)                                | 2007             |
| Agrotron X (X710 – X720)                            | 2007             |
| Agrotron TTV (TTV610 – TTV630)                      | 2007             |
| Agrotron TTV (TTV 410 – 430)                        | 2011             |
| Agrotron K (K410, K420, K430, K610)                 | 2007             |
| Agrotron M (M410 – 420, M615 und M625, M600 – M650) | 2008             |
| Agrofarm TTV                                        | 2008             |
| Agro XXL 1630                                       | 2009             |
| Agrolux                                             | 2010             |
| Serie 3                                             | aktuell          |
| Serie 5 TB                                          | aktuell          |
| Serie 5DF (Plattform)                               | aktuell          |
| Serie 5DF/DS/DV Ecoline                             | aktuell          |
| Serie 5DF/DS/DV                                     | aktuell          |
| Serie 5 DF/DS/DV PRO                                | aktuell          |
| Serie 5 DF/DS/DV TTV                                | aktuell          |
| Serie 5DF Keyline                                   | aktuell          |
| Serie 4E                                            | aktuell          |
| Serie 5D                                            | aktuell          |
| Serie 5D TTV                                        | aktuell          |
| Serie 5 Keyline                                     | aktuell          |
| Serie 5                                             | aktuell          |
| Serie 5D Keyline                                    | aktuell          |
| Serie 6C                                            | aktuell          |
| Serie 6.4                                           | aktuell          |
| Serie 6                                             | aktuell          |
| Serie 7                                             | aktuell          |
| Serie 8                                             | aktuell          |
| Serie 9                                             | aktuell          |

### Weitere Produkte
Neben Traktoren werden unter dem Markennamen Deutz-Fahr auch Produkte der Grünlandtechnik wie Ballenpressen und Trommelmäher vertrieben. Diese werden von der Kuhn Gruppe gebaut.